# Arte figurativo

El taller del pintor, de Gustave Courbet. Su autor lo planteó como manifiesto del Realismo.

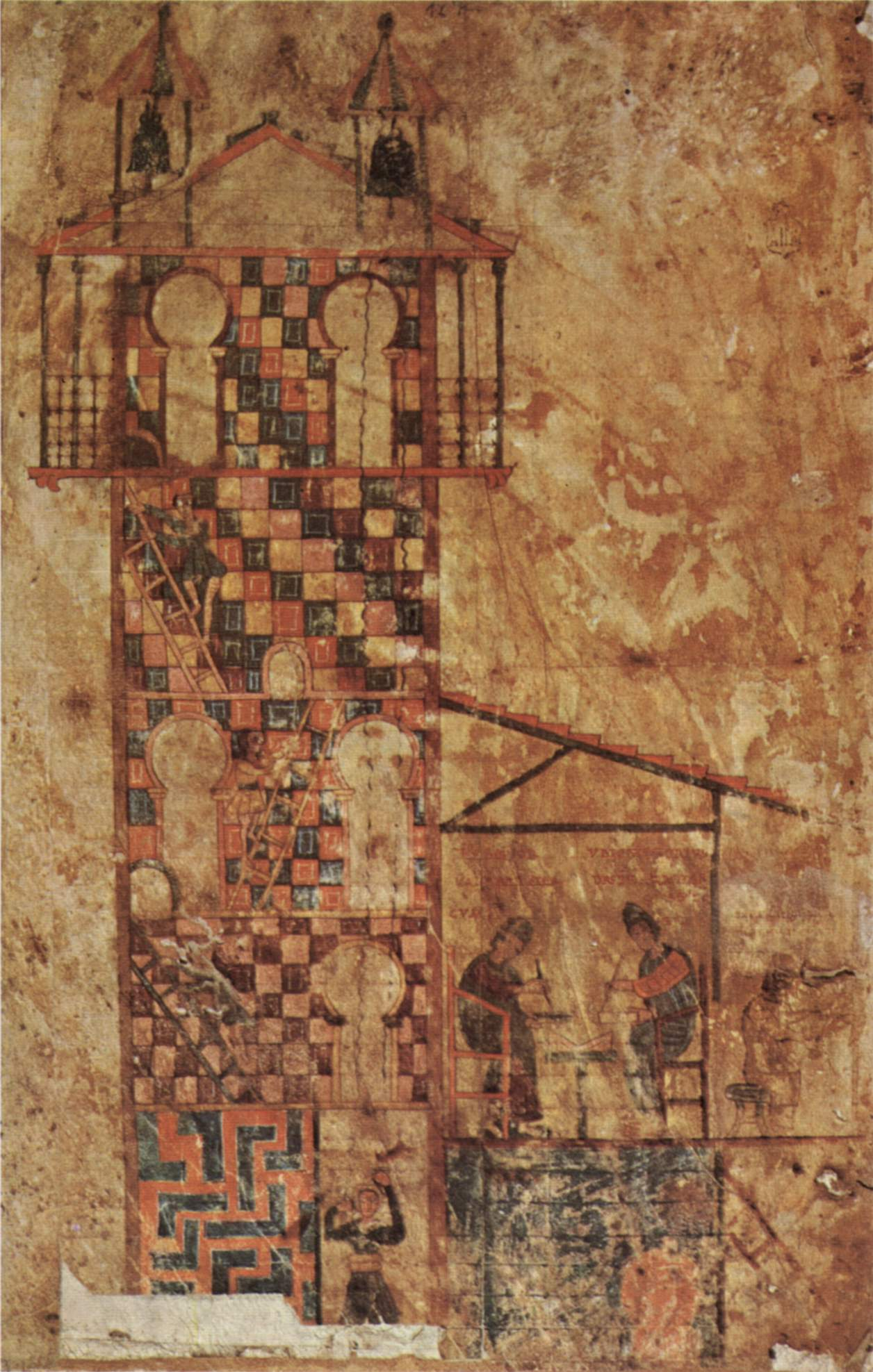
En una ilustración añadida al Beato de Tábara se representa el scriptorium de este monasterio, con dos monjes copiando o iluminando manuscritos. La regla monástica de San Benito imponía a los monjes el trabajo, y este era uno de los más adecuados a su condición social; con las lógica subordinación a lo espiritual y las subsiguientes implicaciones formales.

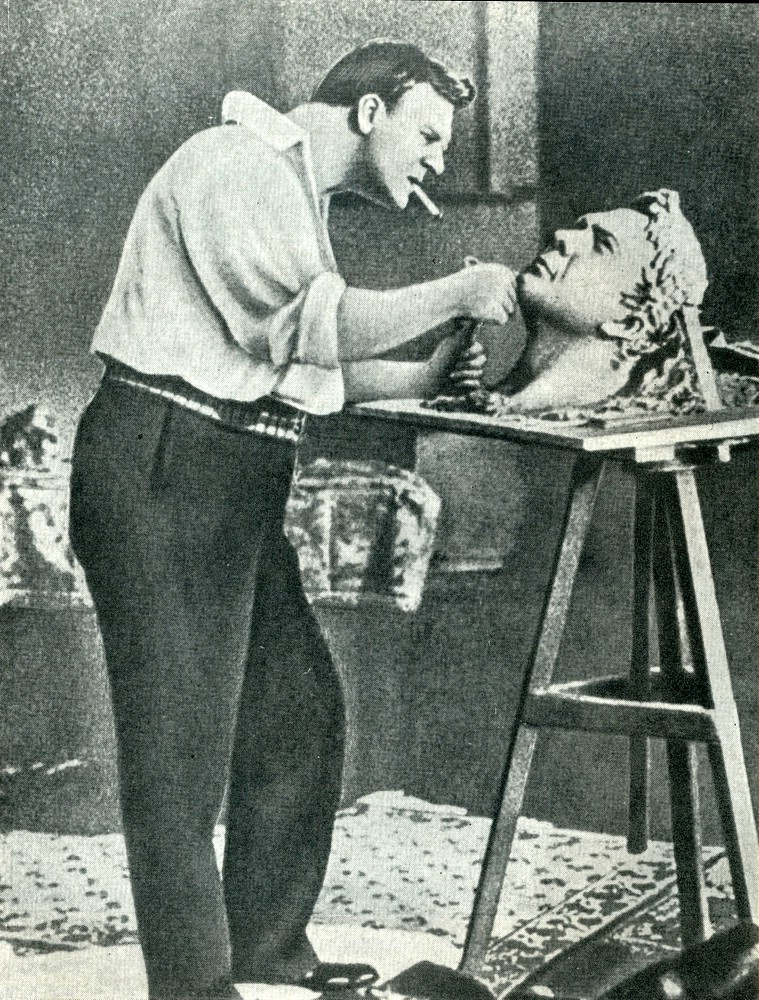
Fiódor Shaliapin en su taller, 1912.

Arte figurativo, figurativismo o arte representacional es el arte que, al contrario que el arte abstracto, se define como la representación de figuras, entendiendo estas como objetos identificables mediante imágenes reconocibles; bien sea procurando la verosimilitud (realismo artístico), bien sea distorsionándolas de alguna forma: idealizándolas (idealismo artístico), intensificando alguno de sus aspectos (caricatura, expresionismo), u optando por una u otra forma de representación (arcaísmo, simbolismo, esquematismo, colosalismo, hieratismo, detallismo, preciosismo, feísmo, etc.).
La denominación platónico de "artes imitativos" asocia el arte figurativo al concepto de mimesis (imitación de la naturaleza).

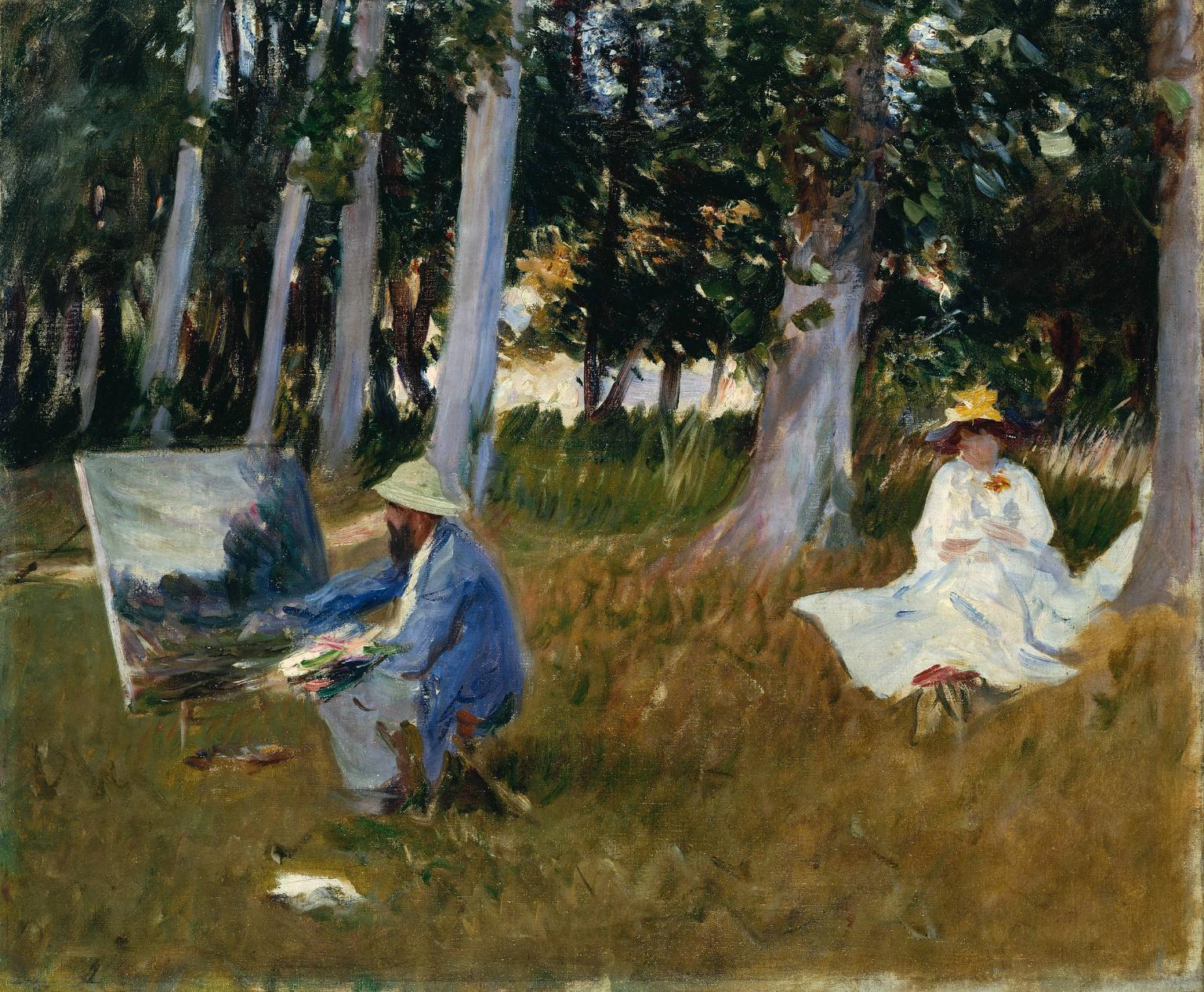
Monet pintando al borde de un bosque (1885, John Singer Sargent).
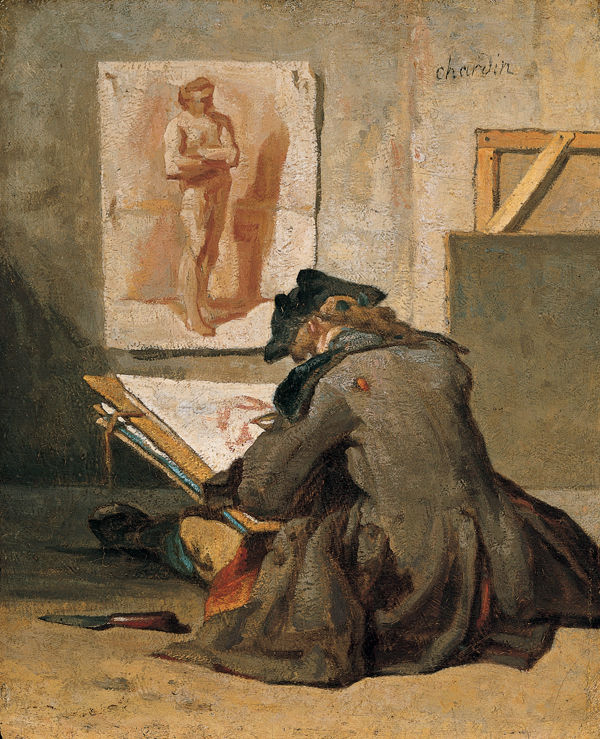
Estudiante dibujando, Jean Siméon Chardin, c. 1738.
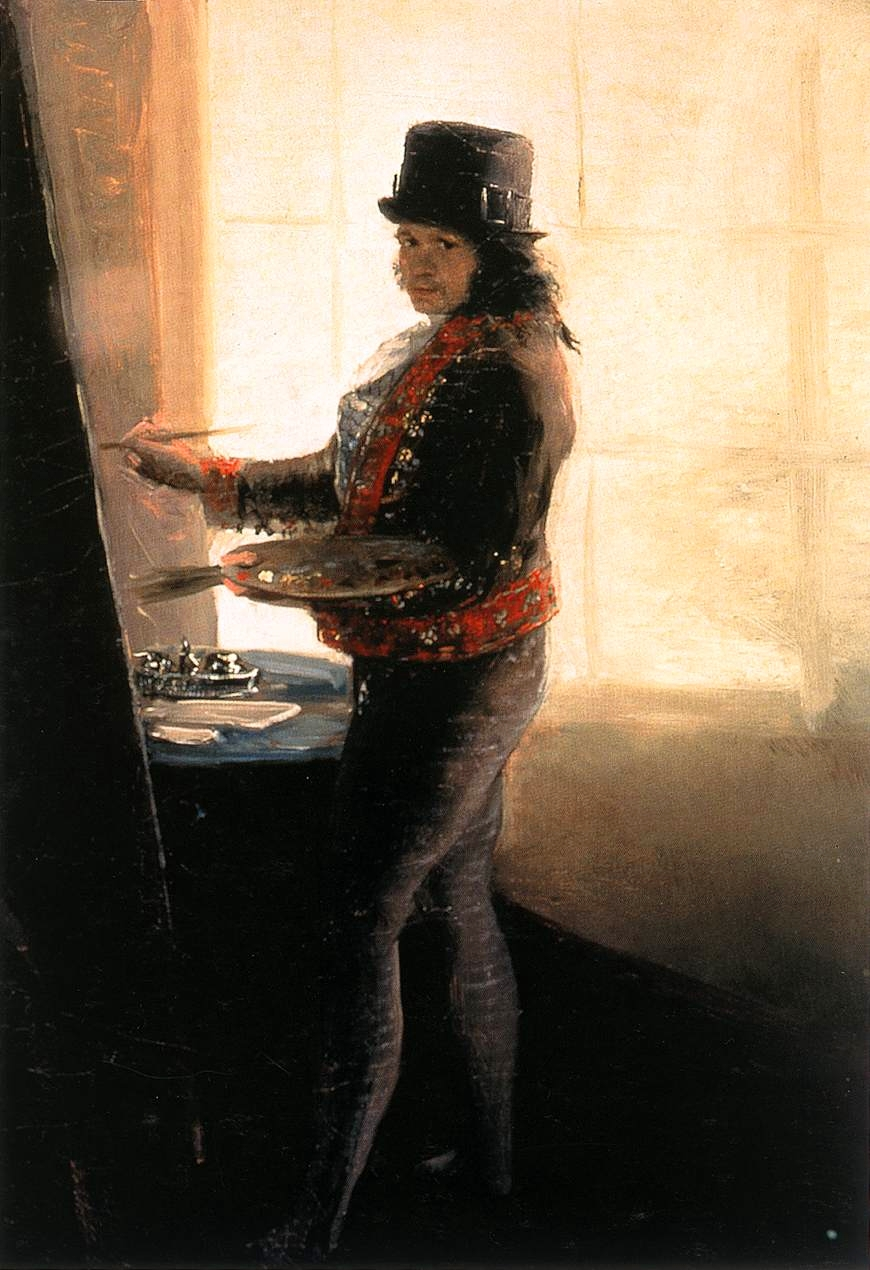
Autorretrato de Goya.
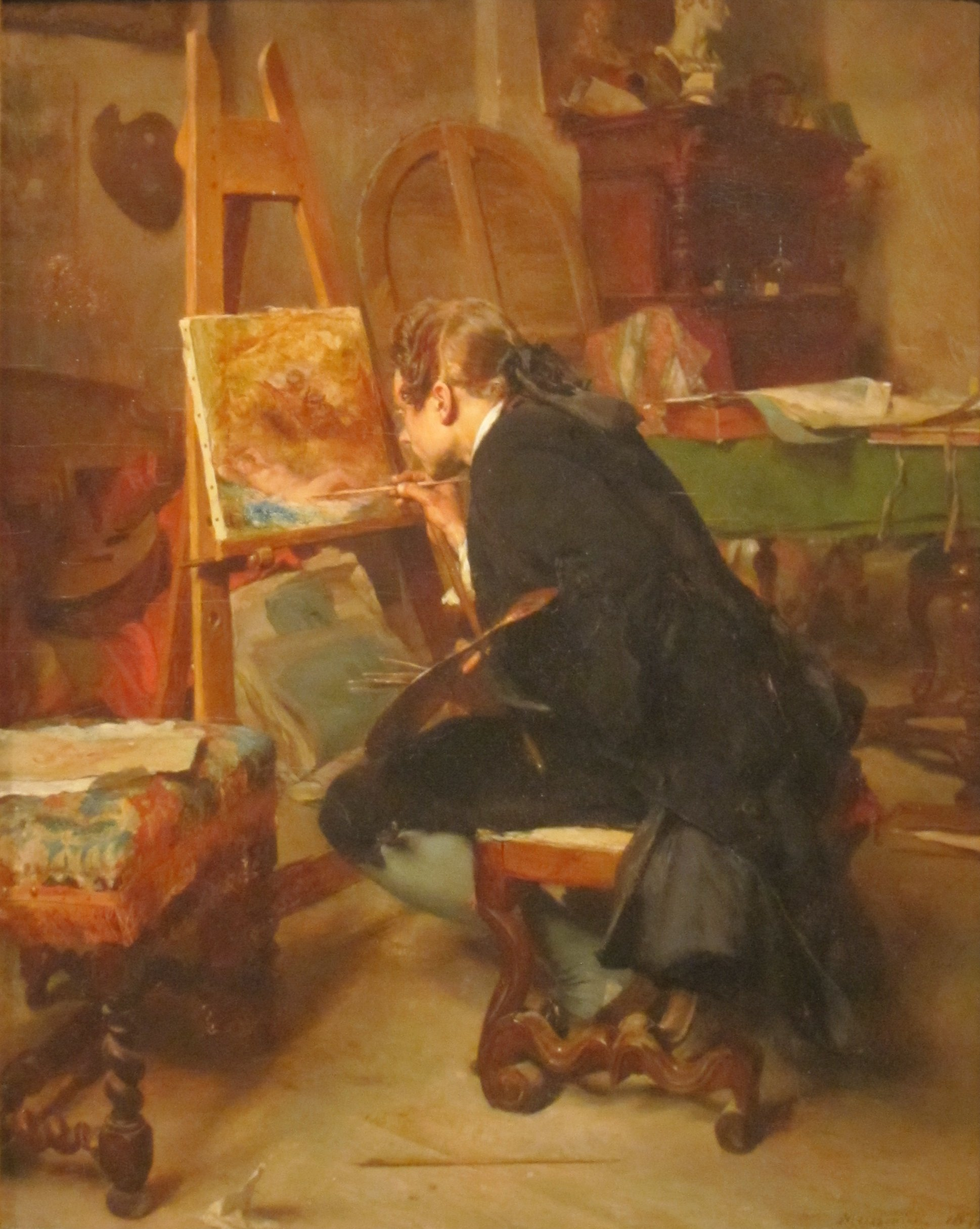
Un pintor, Ernest Meissonier, 1855.

En las obras de arte figurativas se reconoce por su apariencia externa el modelo representado. El artista puede tener el modelo delante, lo que le permite comprobar su aspecto a medida que va realizando su tarea, o bien lo tiene en su memoria. Puede realizar parte de su tarea frente al modelo (apunte "del natural") y luego terminarla en su taller (la mayor parte del trabajo de pintores y escultores); o realizarla toda en el entorno donde se encuentra su modelo (plen air, especialmente en la pintura del paisaje) o donde va a permanecer la obra sobre la que se trabaja (pintura mural, tallas in situ). En el caso de la fotografía, la correspondencia con el objeto representado es resultado de su propia técnica. Algo similar se obtiene con algunas técnicas escultóricas (moldes).

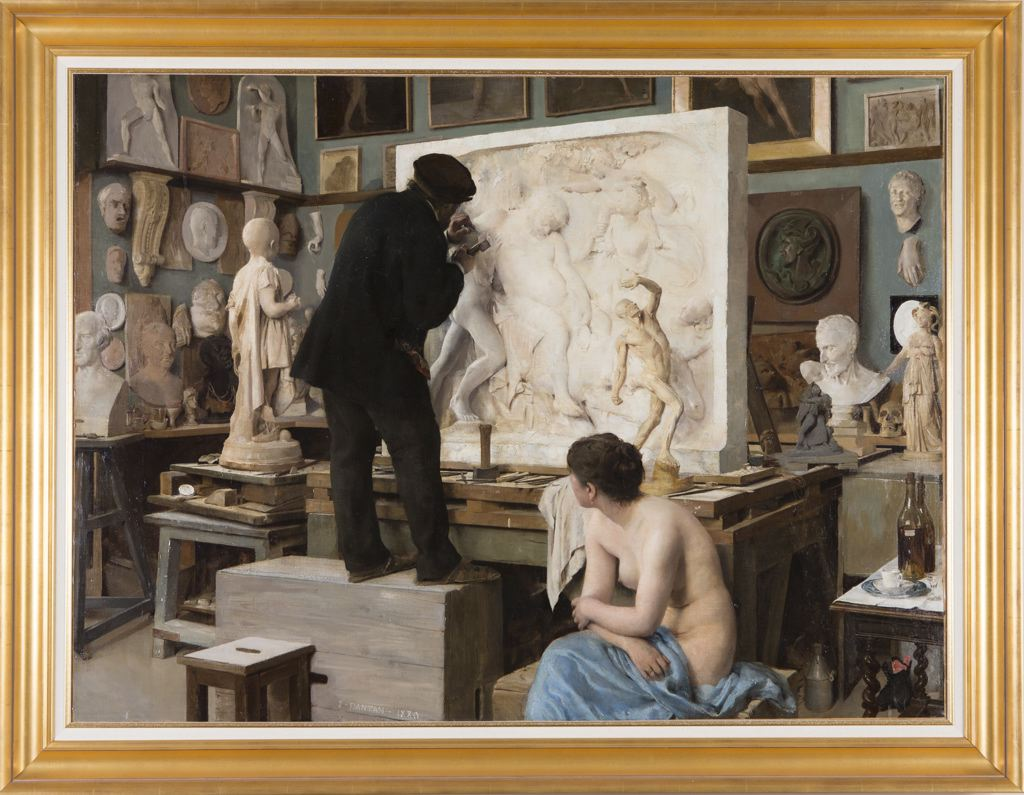
Coin d'atelier, Éduard Joseph Dantan, ca. 1880.
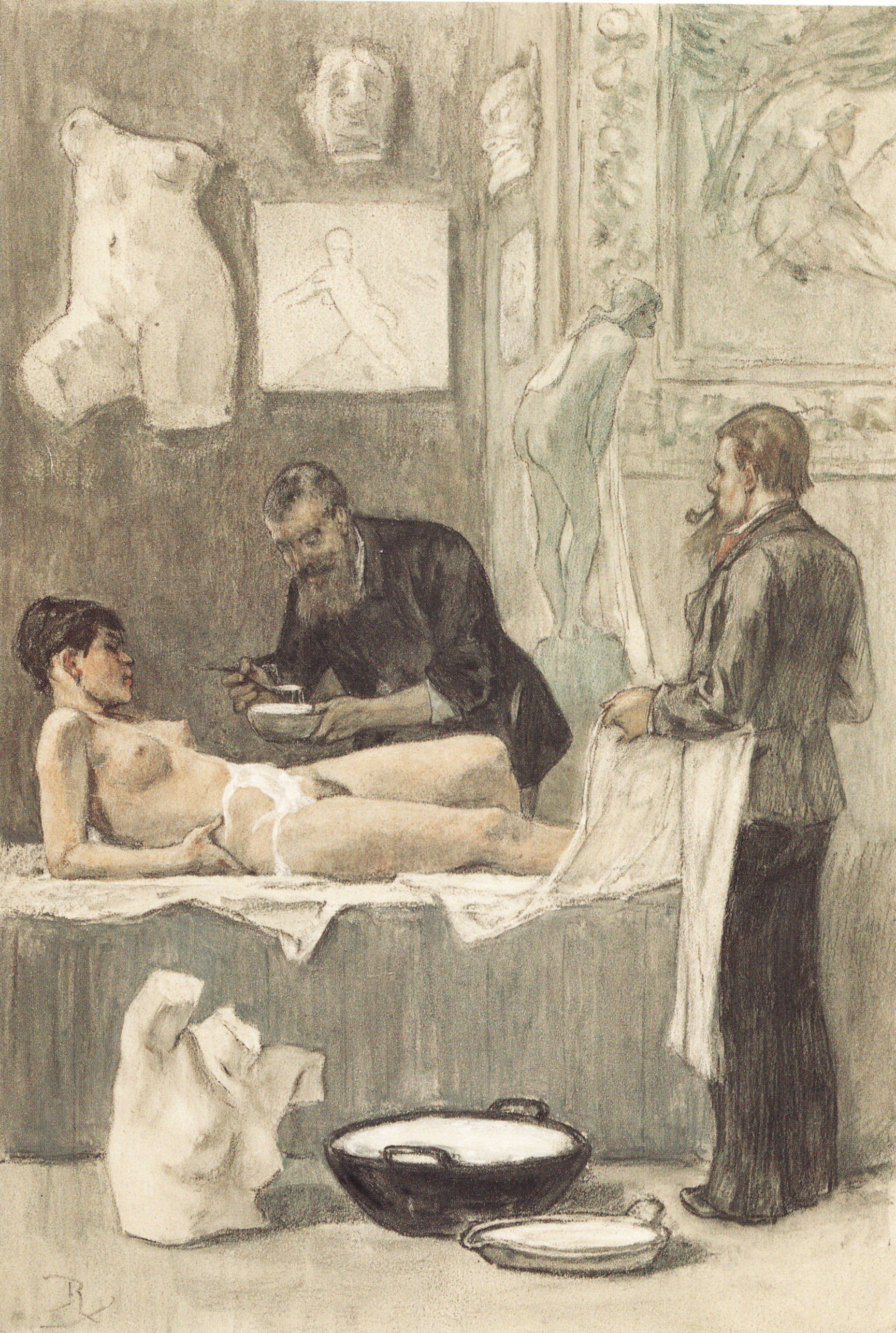
Le moulage, Félicien Rops, ca. 1880.
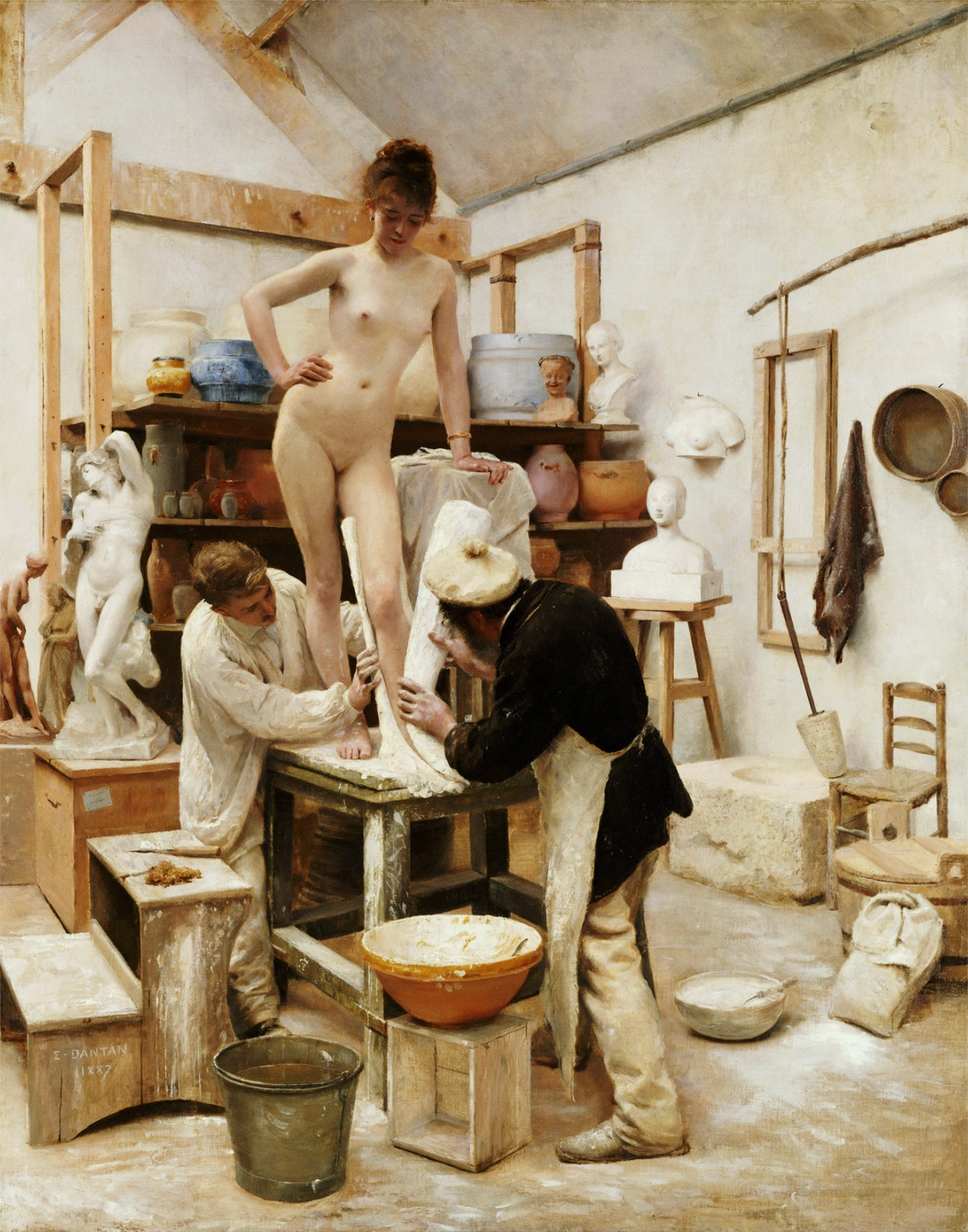
Un Moulage sur Nature, Edouard Dantan, 1887.
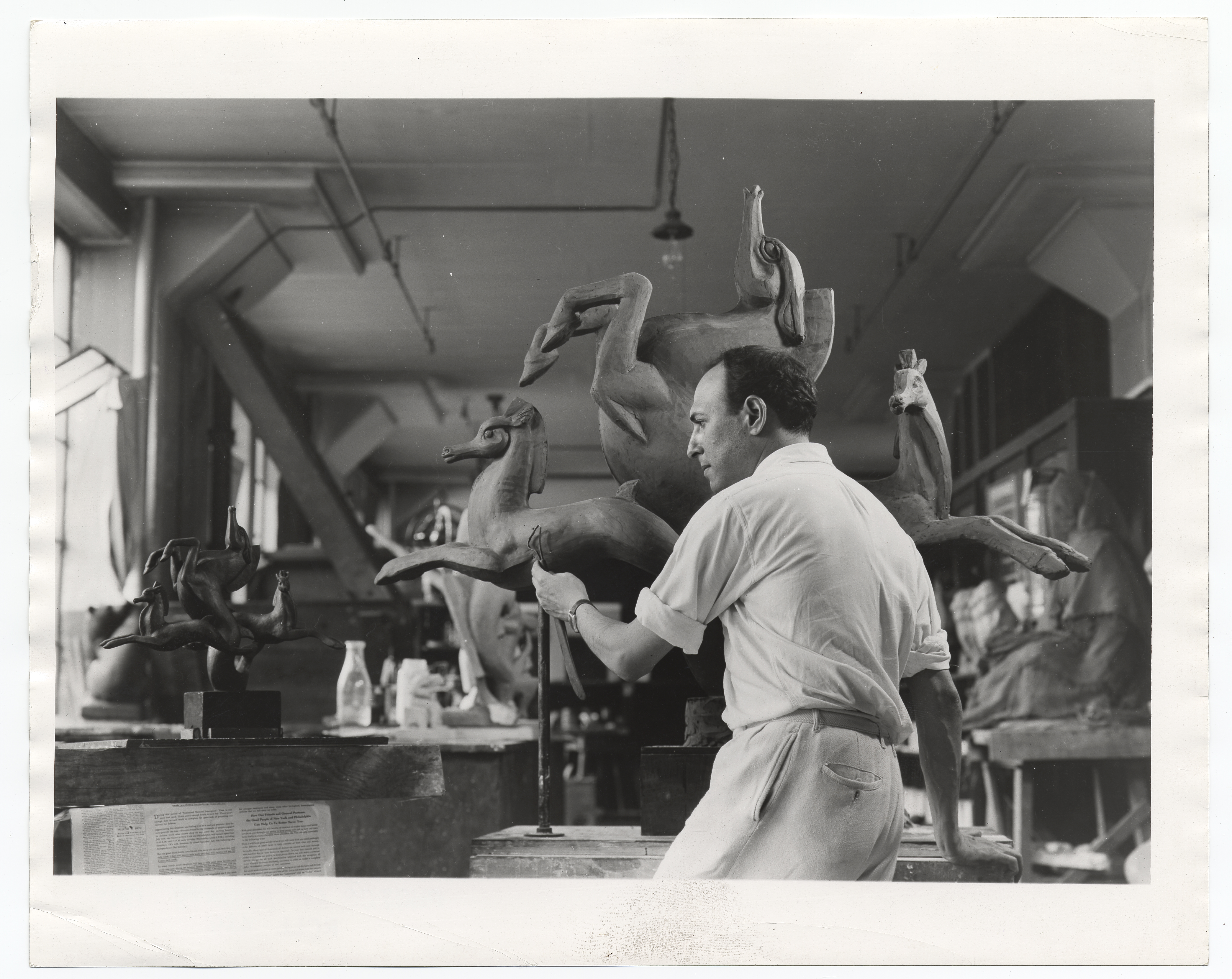
Willard Newman Hirsch en su taller, ca. 1939.
Richmond Barthé trabajando en un retrato, ca. 1940.
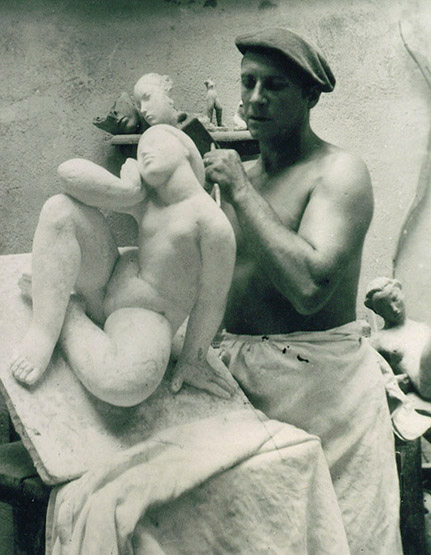
Victor Nicolas en su taller, 1950.
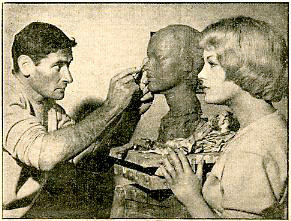
Romy Schneider posando para Marcel Mayer.

## La figura humana: "modelo" y "academia"

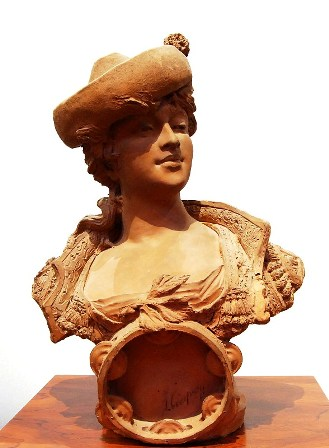
Modelo madrileña con pandereta, de Josep Campeny i Santamaria.

También puede tener el modelo en su estudio, especialmente si es un objeto pequeño, un cliente al que se va a realizar un retrato, o un "modelo" al que se contrata para posar (género muy utilizado en el aprendizaje del arte bajo criterios academicistas y que se denomina precisamente "academia"). Son variadísimos los géneros artísticos objeto de representación figurativa.

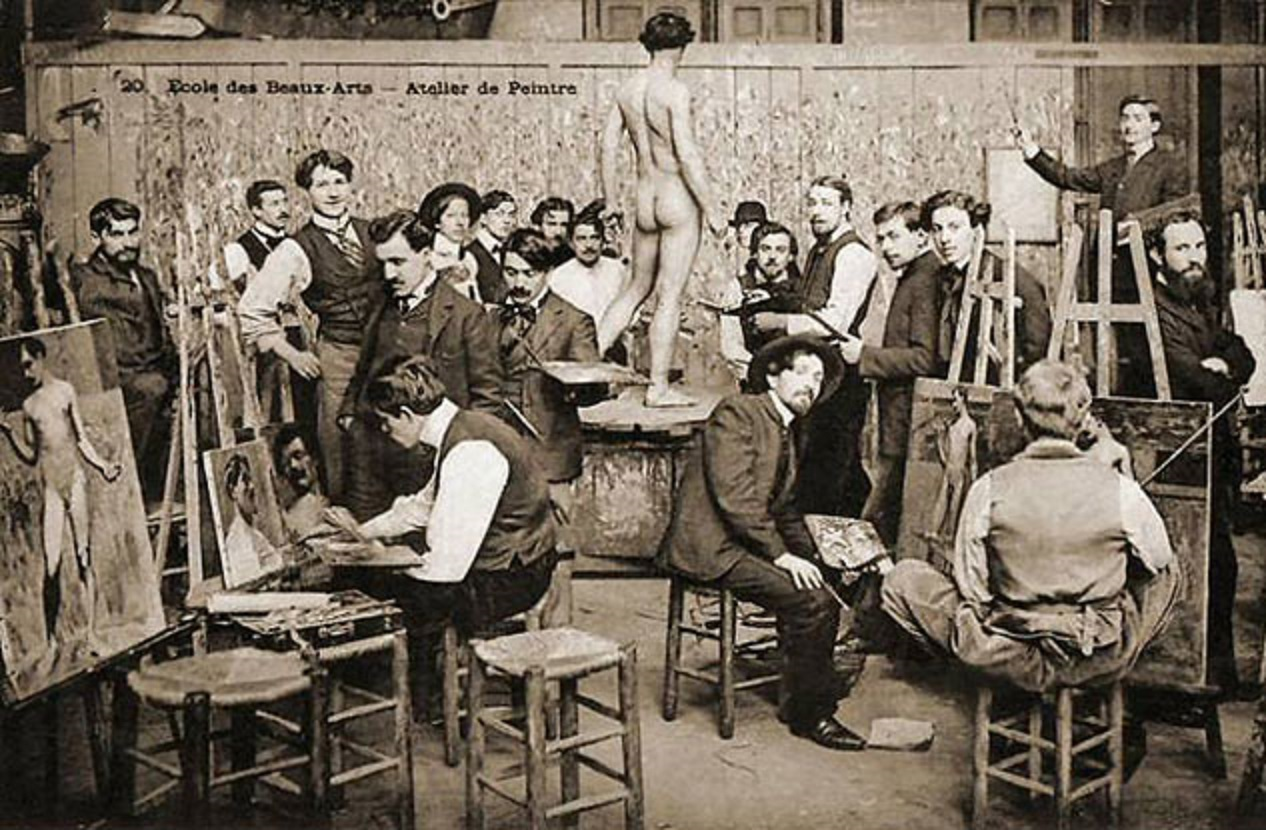
École des beaux-arts.
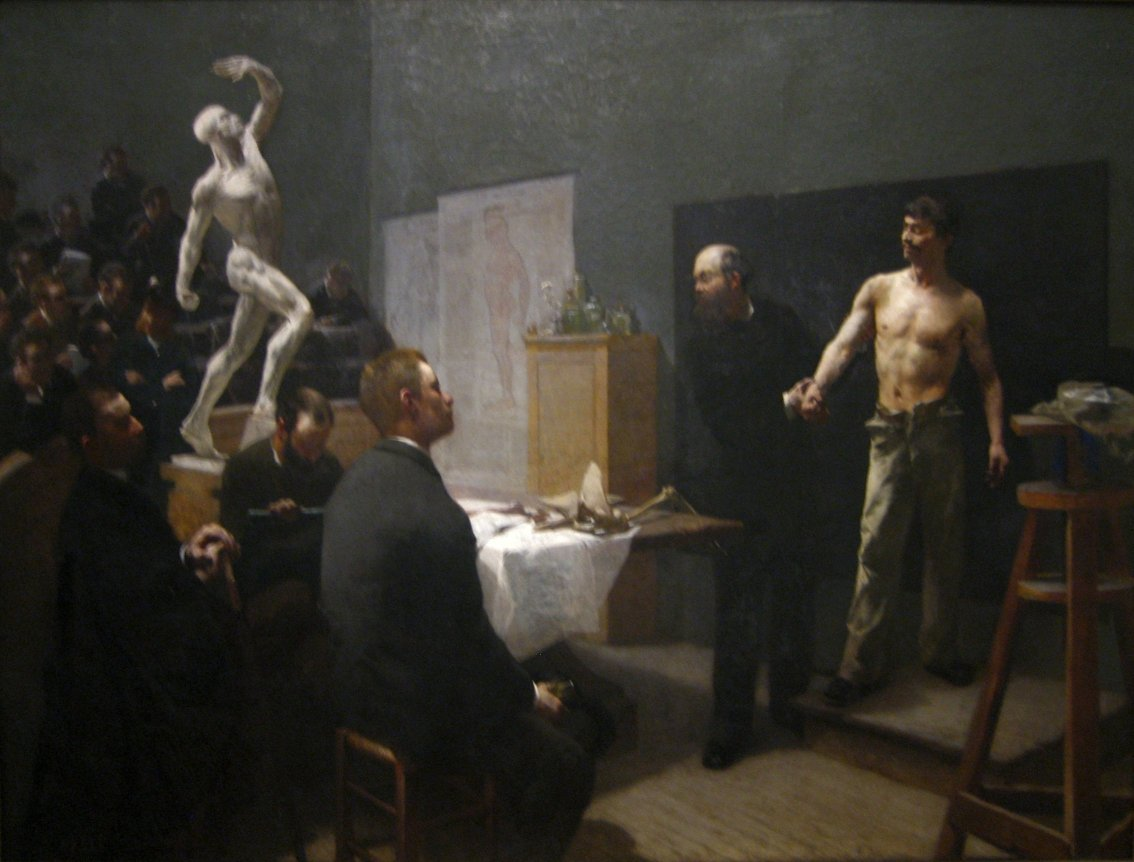
Clase de Anatomía en la École des beaux-arts, François Sallé,[6] 1888.
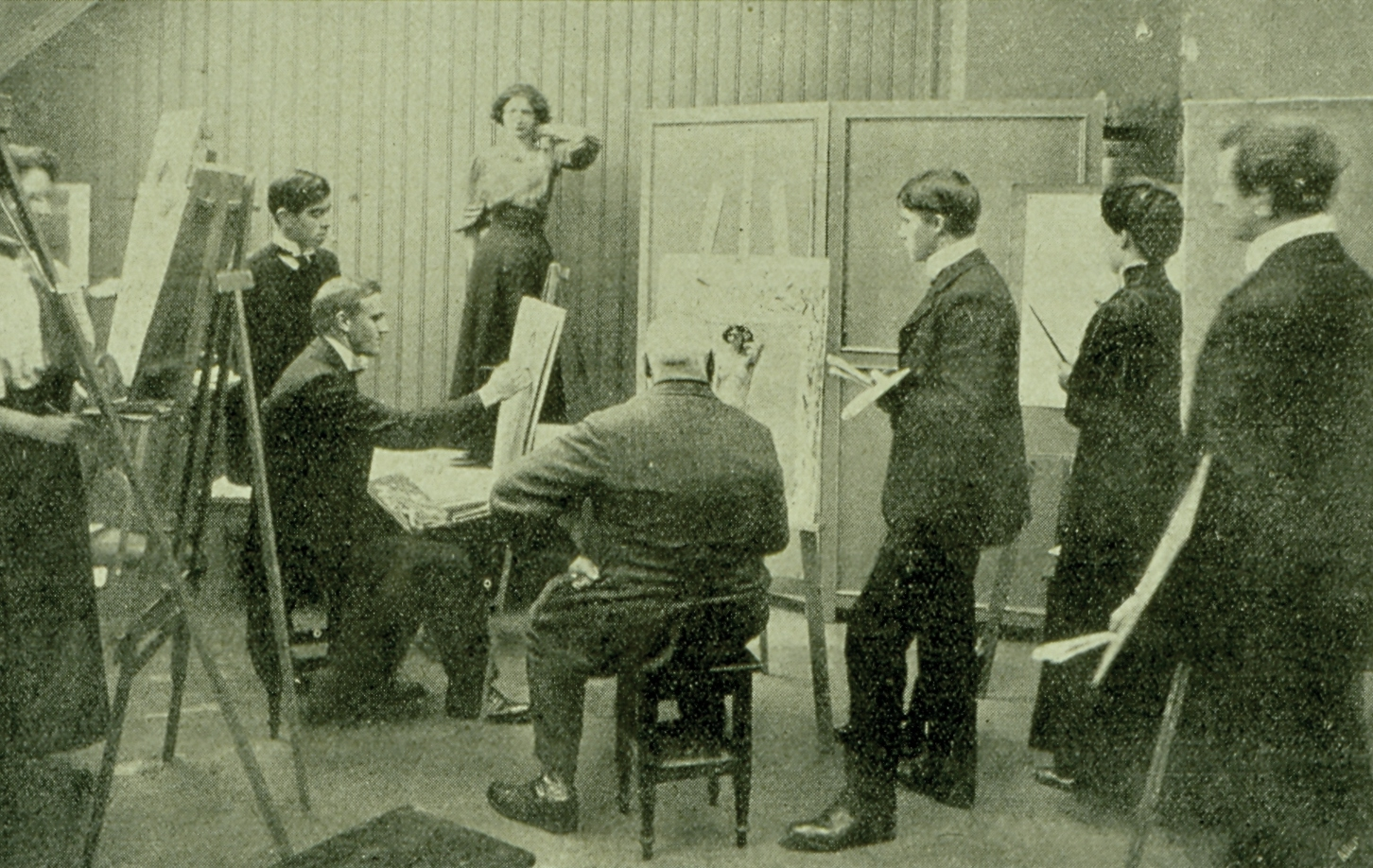
Estudiantes de arte durante la práctica académica.
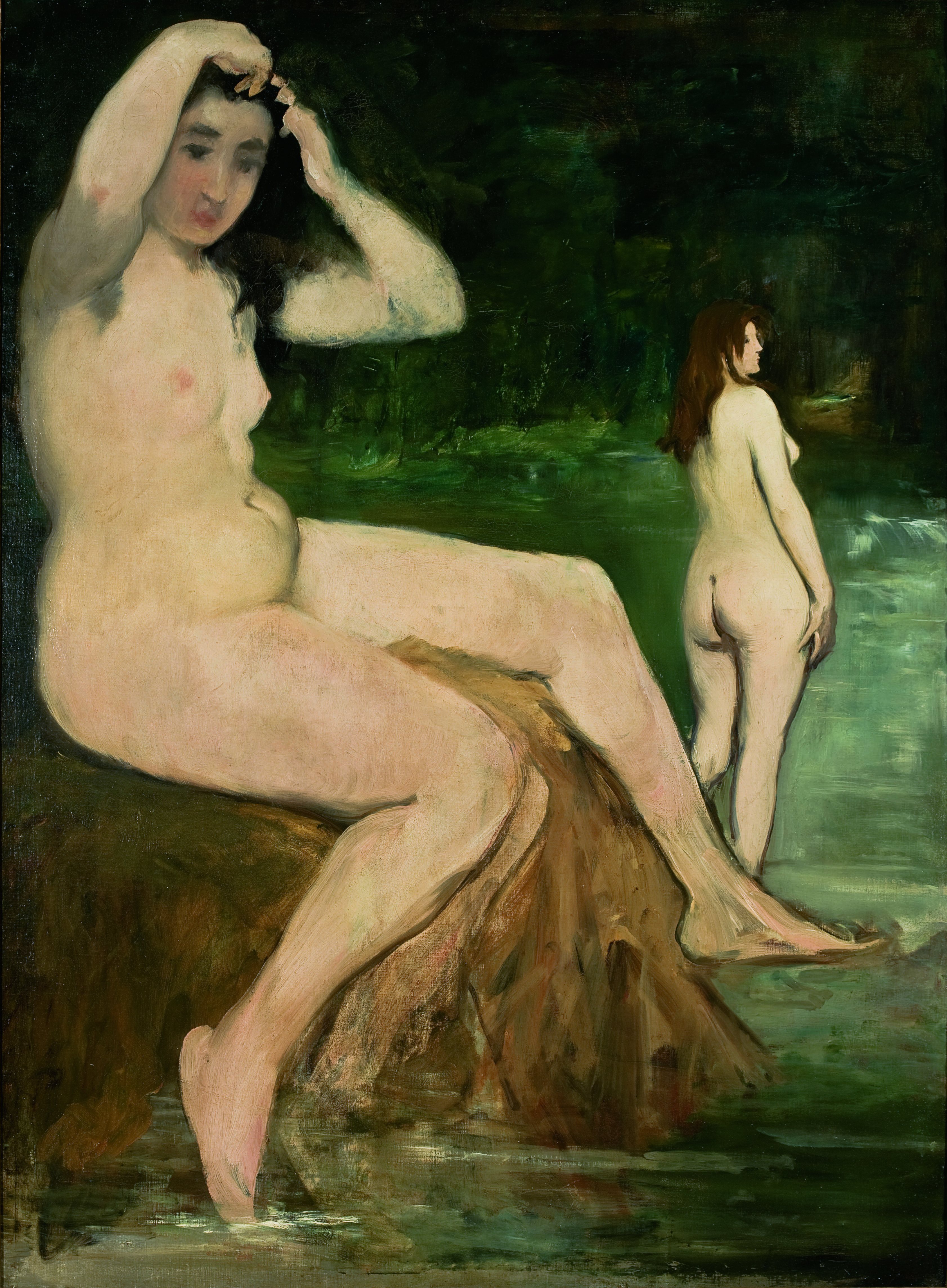
Edouard Manet, Bañistas en el Sena - Academia, ca. 1875.
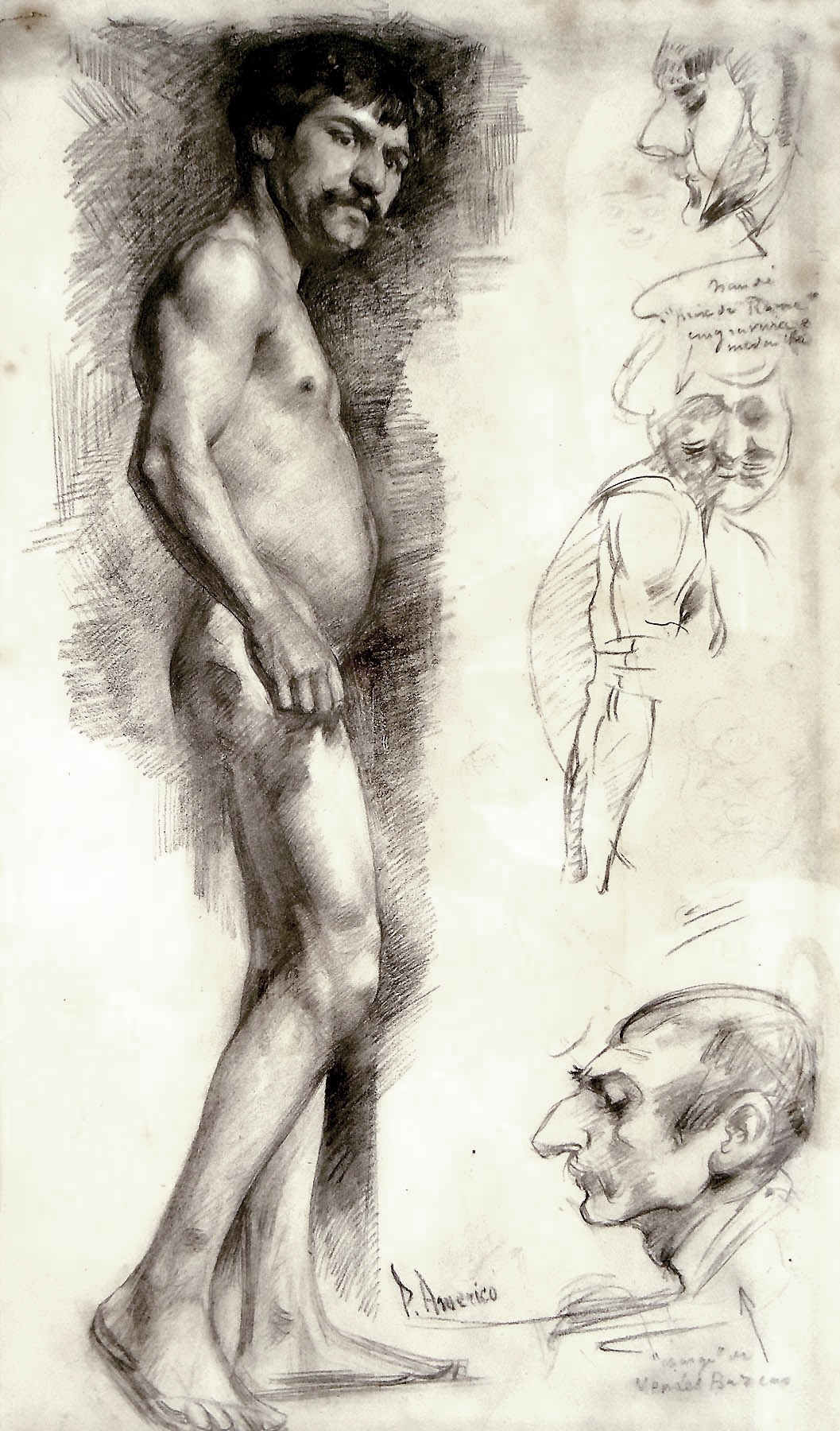
Pedro Américo, Academia, ca. 1870.
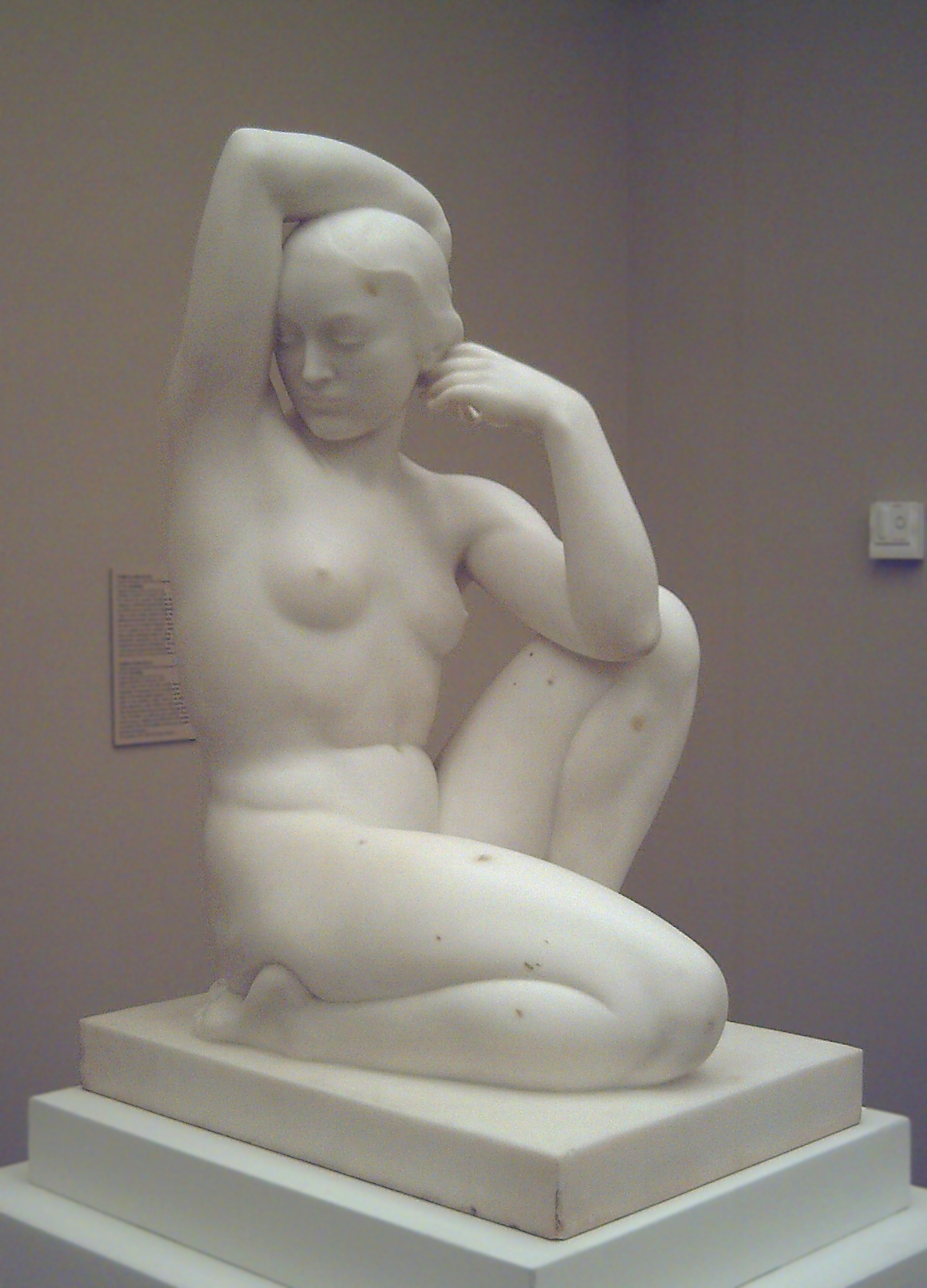
Pablo Gargallo, Academia, 1934.
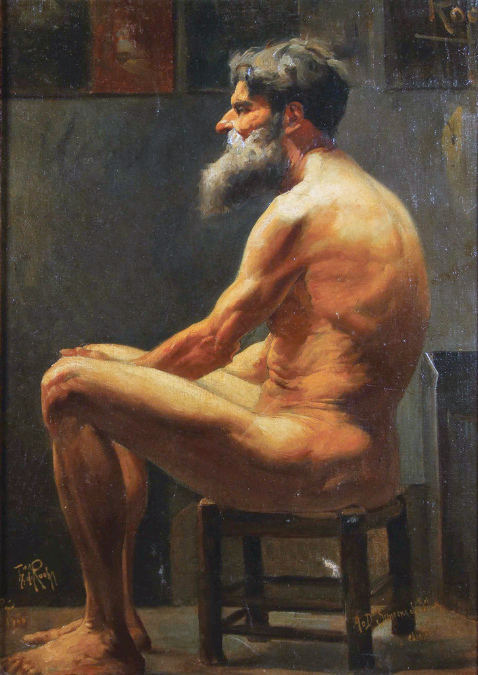
Manuel Teixeira da Rocha[7] (1863-1941) Modelo de Academia.

## Artes más o menos figurativas

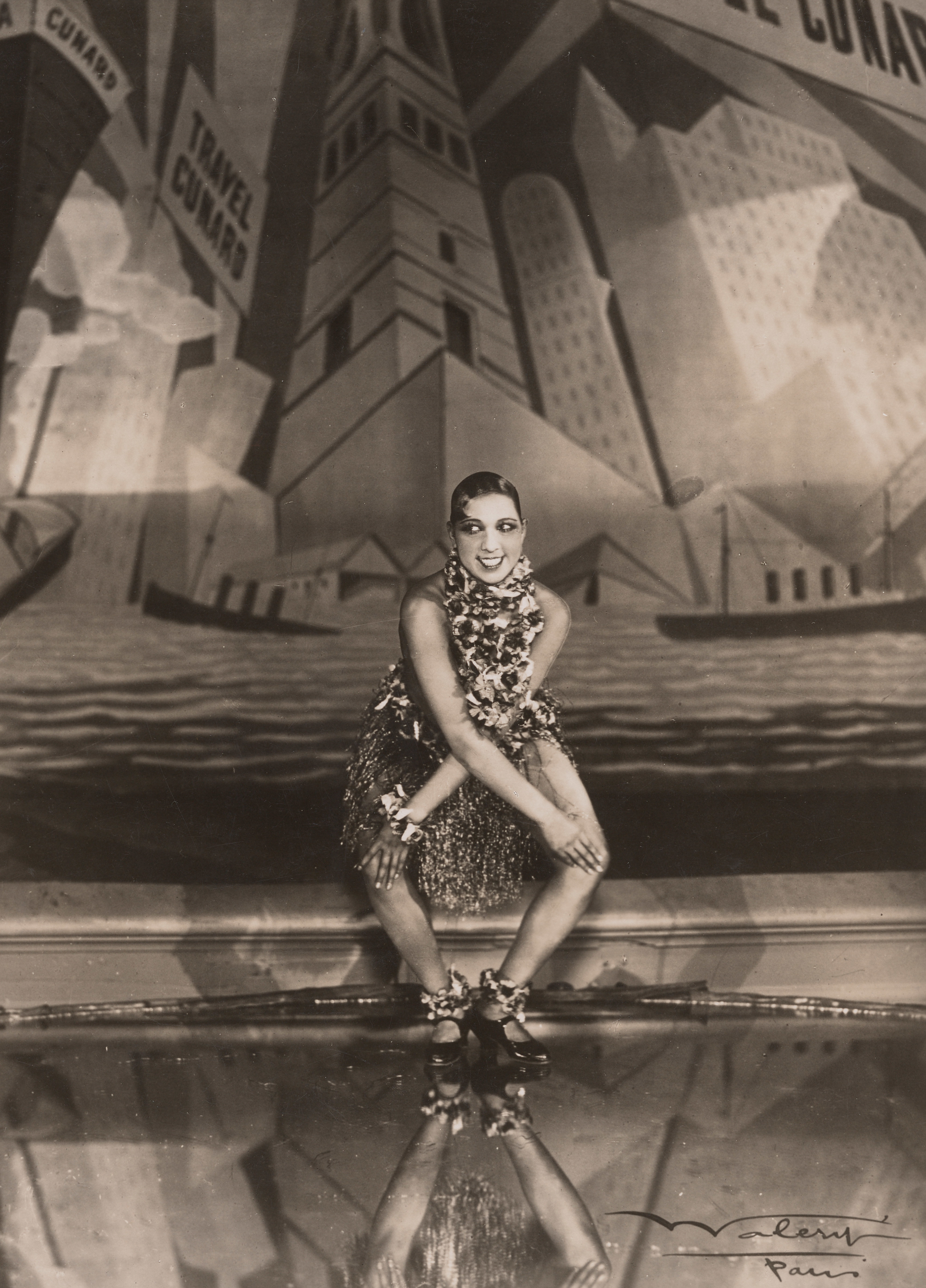
La bailarina Josephine Baker. La capacidad expresiva de la danza, que reproduce todo tipo de escenas y figuras (muy a menudo con evocaciones de marcado carácter sexual), no se limita a las producciones sofisticadas o "cultas" (ballet) o a los intérpretes profesionales, sino que se aplica de forma muy directa a actividades lúdicas y festivas en todas las culturas (baile popular).

A pesar de que el uso habitual identifica las "artes figurativas" con las artes visuales, no hay "artes" o "formas artísticas" que por sí mismas sean más o menos figurativas que otras; sino hay ciertas artes o formas artísticas que tienen un mayor componente icónico en sus producciones. Tal componente no se limita a las llamadas bellas artes o artes mayores (las tradicionales -pintura, escultura y arquitectura- y las recientes -fotografía, cine o cómic-), sino que también se extiende a las artes decorativas. Las artes escénicas (mimo, danza, teatro, ópera), cuyas obras se denominan precisamente "representaciones", tienen una fuerte componente figurativa, o al menos usan como elementos a las propias figuras, destacadamente a la humana y su gran capacidad expresiva y referencial del mundo exterior e interior (expresión corporal). La música programática o descriptiva se define por su capacidad representativa (incluso de la representación de una imagen). También se habla de una literatura figurativa (identificada con la narrativa tradicional o clásica, frente a la que se define la literatura vanguardista).
Las artes visuales (principalmente, pintura y escultura) son, dentro de las artes plásticas ("artes de la forma"), las que de forma más evidente pueden contener expresiones de arte figurativo; aunque también en la arquitectura se han señalado rasgos y recursos figurativos, como la evocación vegetal de los materiales de construcción inicialmente usados para columnas y capiteles, o la concepción analógica de sus formas (Vitruvio  concebía la arquitectura como reflejo de la anatomía humana -hombre de Vitruvio-, la fachada equivale a un rostro siguiendo un esquema de función-órgano -tejado como pelo, ventanas como ojos, puerta como boca-, las plantas arquitectónicas se han diseñado muy habitualmente con formas identificables -particularmente la "cruz"-, etc.).

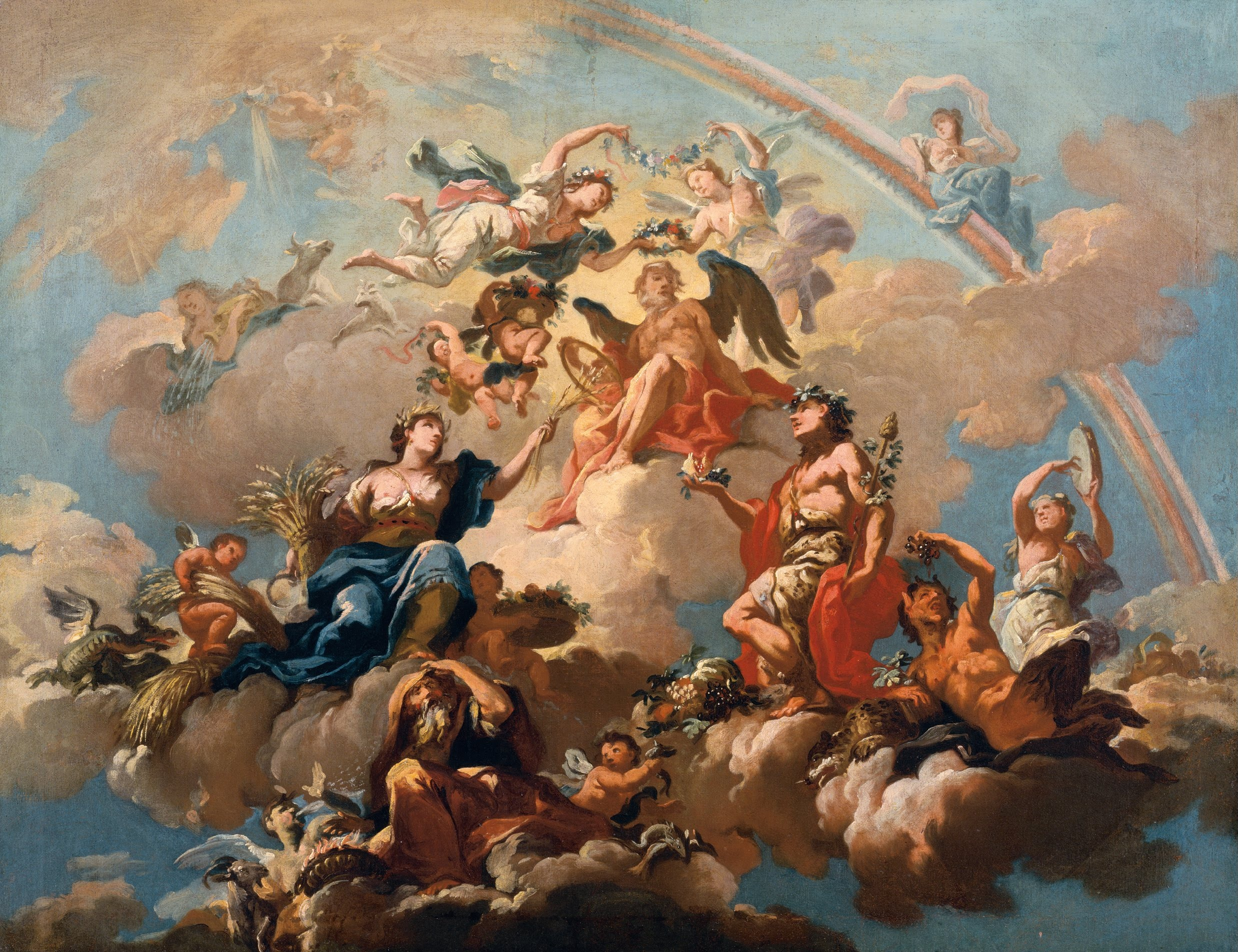
Las cuatro estaciones coronando a Cronos, de Bartolomeo Altomonte. Las cuatro estaciones de Antonio Vivaldi, o El vuelo del moscardón de Rimski-Kórsakov, son ejemplos de cómo la música puede ser un arte figurativo.
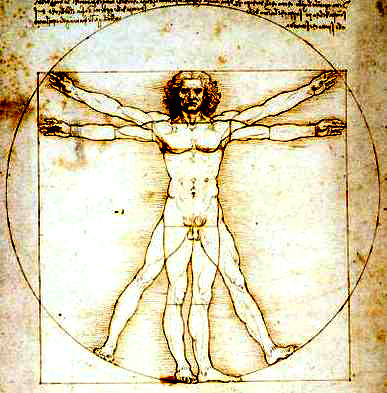
El Hombre de Vitruvio tal como lo interpretó Leonardo da Vinci.
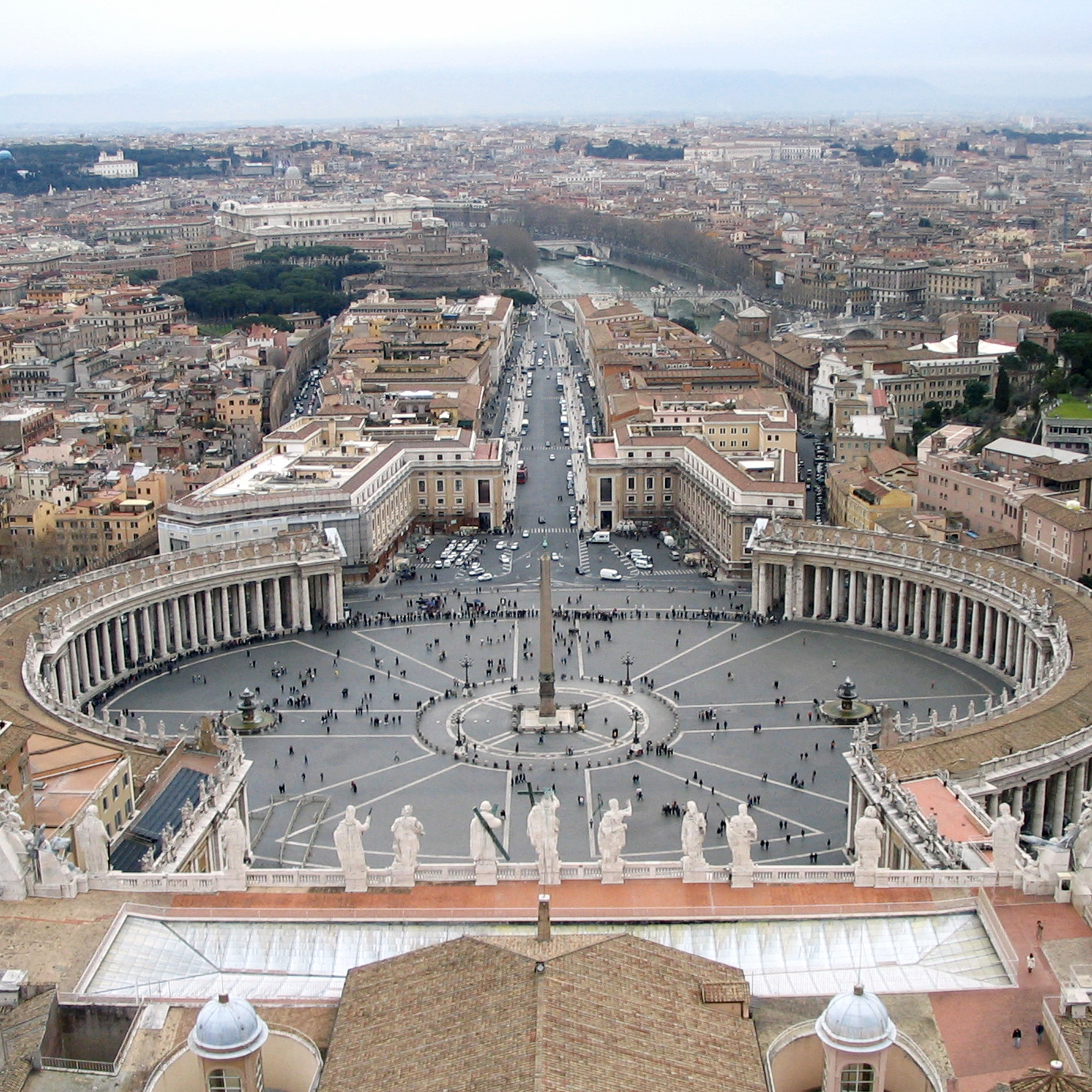
La columnata de Bernini se interpreta como un "abrazo de la iglesia" que recibe a los que llegan a ella.

## Estilos más o menos figurativos

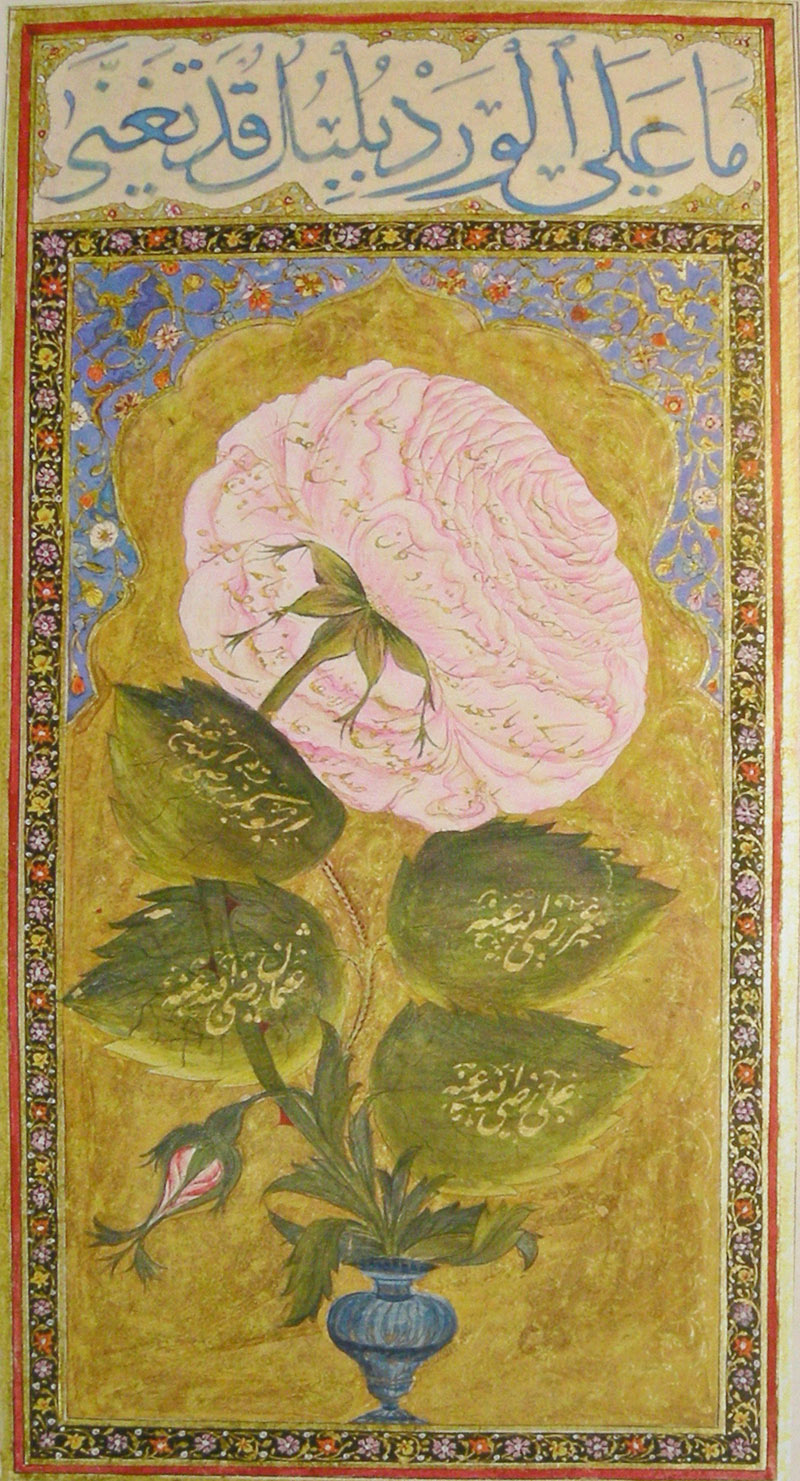
Hilye o hilya (representación caligráfica del aspecto de Mahoma) en forma de rosa, de un álbum turco del.

Con significativas excepciones, que más bien son "casos límite" (parte del arte prehistórico -arte esquemático ibérico-, el periodo geométrico de la cerámica griega -siglos IX al VIII a. C.-, la mayor parte del arte islámico -marcado por el "aniconismo"-), los estilos artísticos que se han dado en la historia del arte hasta el siglo XX fueron, de una u otra forma, figurativos; con lo que el uso del término no es habitual (por innecesario) hasta la irrupción del arte abstracto.

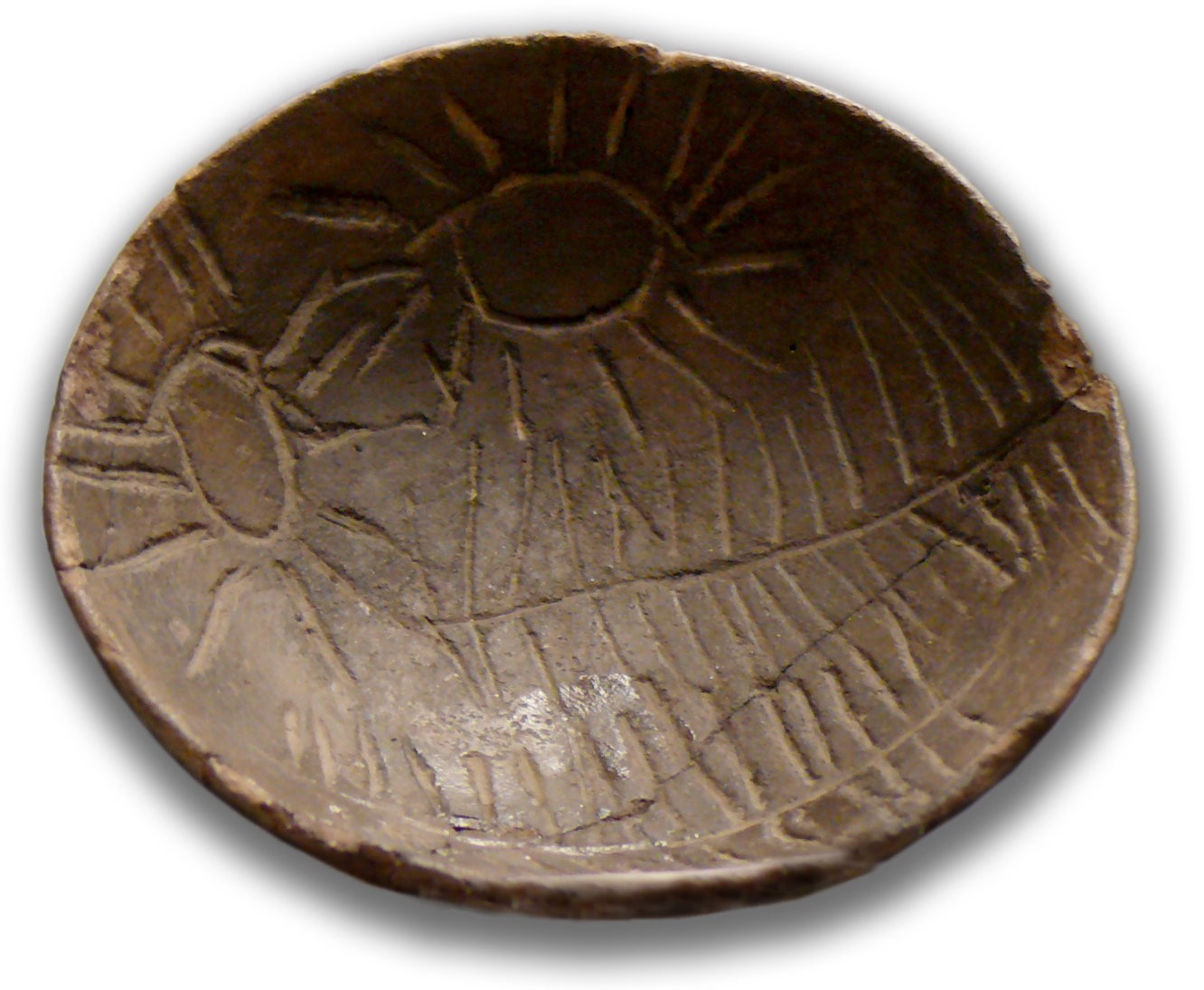
Cuenco oculado de la cultura de Los Millares. Incluso en el arte esquemático se tiende a buscar el "modelo" que origina las formas más simples (o "simplificadas").
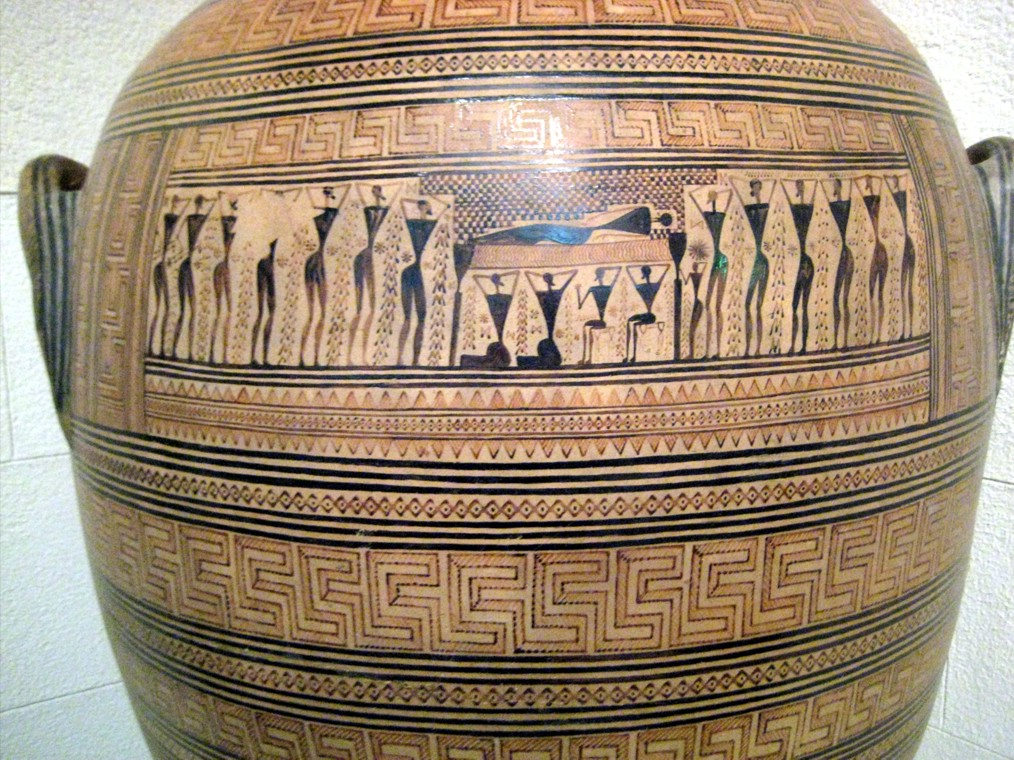
Ánfora del Maestro del Dipylon. Aunque el estilo se llame "geométrico", también hay representaciones figurativas.
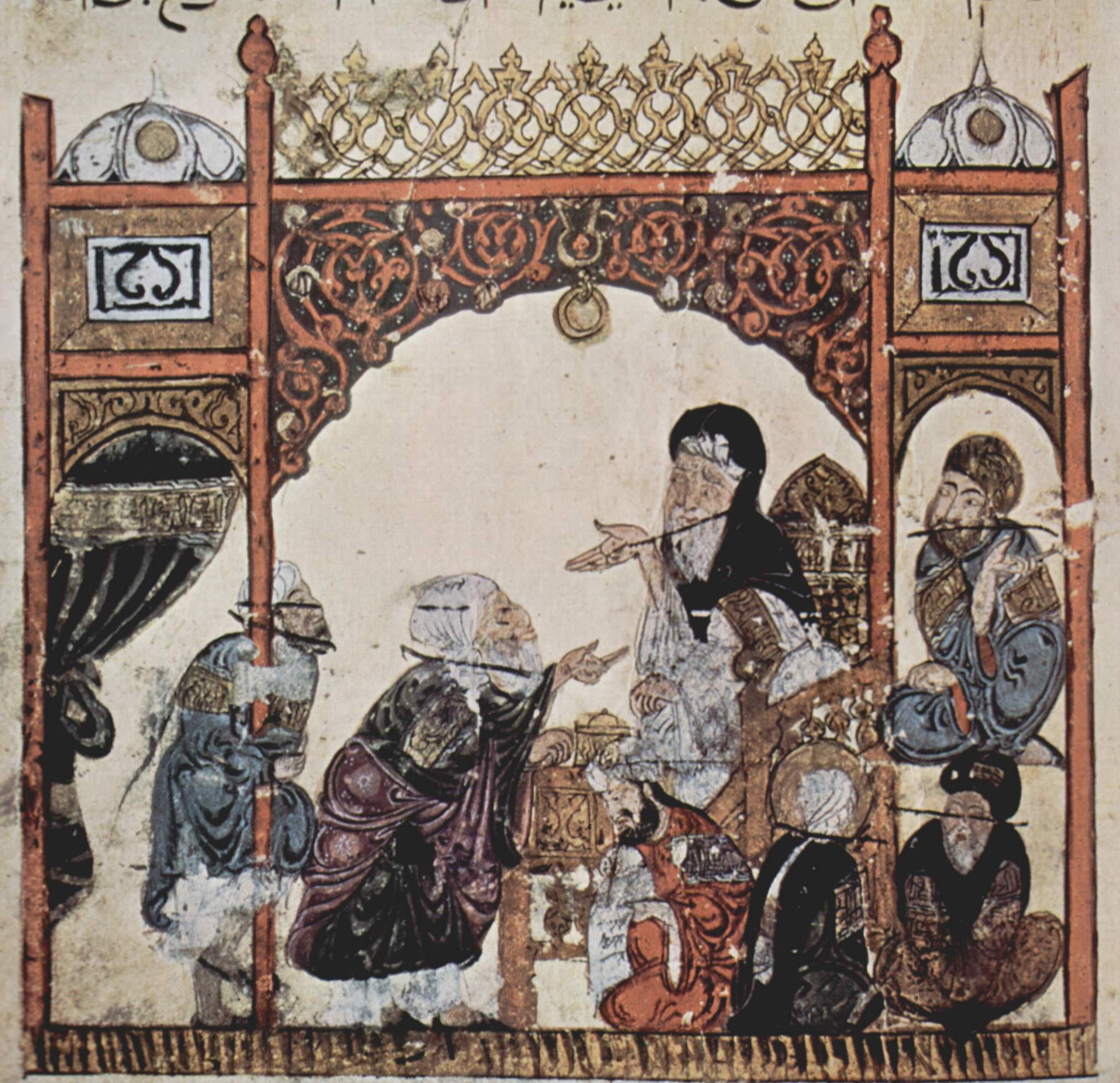
A pesar de la prohibición de representar figuras, hay algunas muestras de arte figurativo en el arte islámico.

## Figuración más o menos realista
La figuración puede ser más o menos realista. La figuración realista representa de una forma detallada la apariencia externa de los objetos, los lugares o las personas, tratando de imitar sus rasgos, proporciones, colores y texturas. En su máximo grado, se habla de hiperrealismo. Por el contrario, la figuración no realista muestra imágenes que siendo reconocibles, recurren a la fantasía o a una visión subjetiva, propia del artista, deformando o estilizando las figuras.

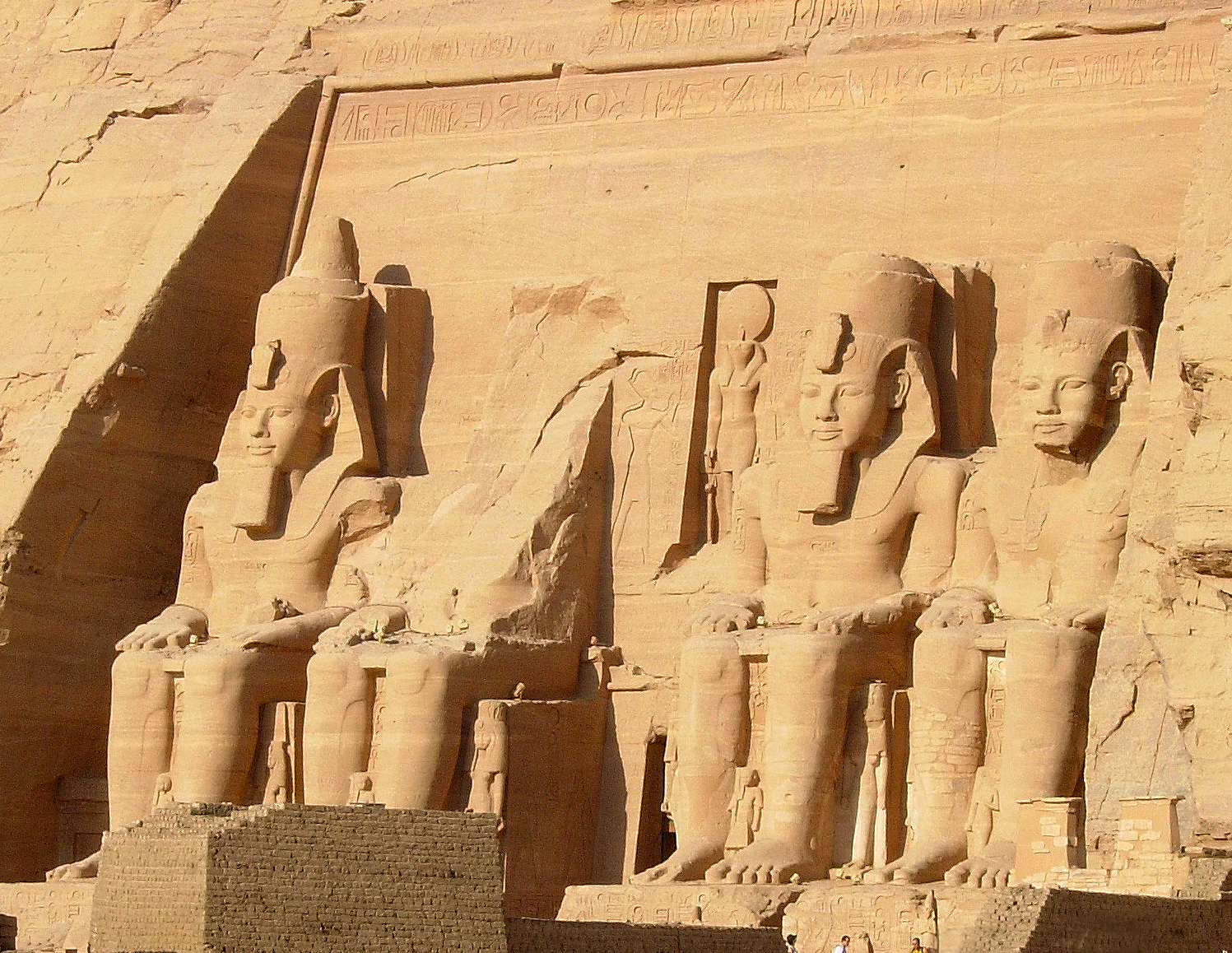
Templo mayor de Abu Simbel. La mayor parte del arte egipcio mantiene rígidas convenciones de representación.
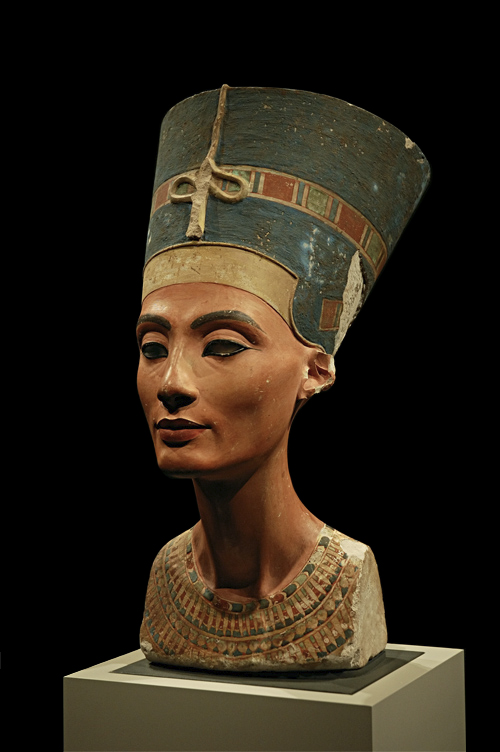
Busto de Nefertiti. Excepcionalmente, durante el periodo amarniense, la plástica egipcia intensificó los rasgos realistas.
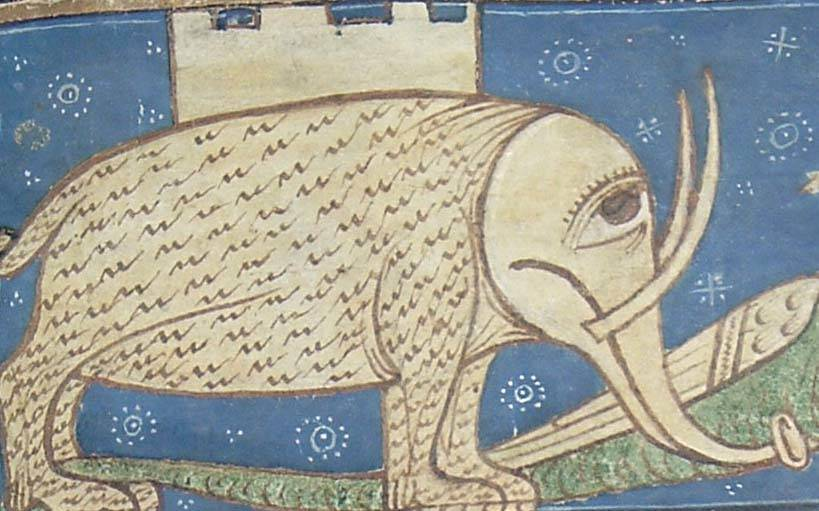
Elefante de un bestiario medieval. La copia sucesiva de modelos tradicionales y la imaginación permite la representación de seres nunca vistos.
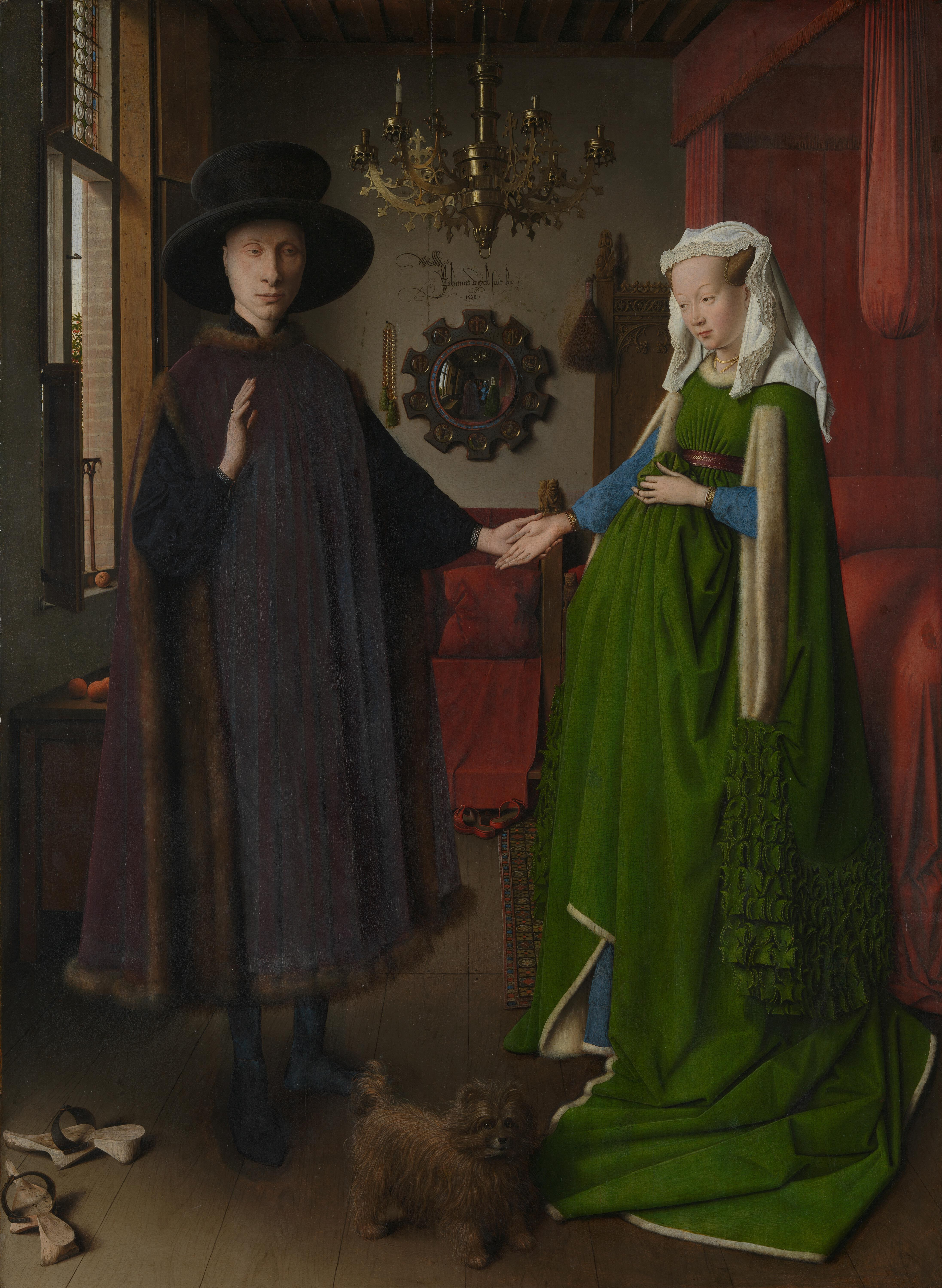
Matrimonio Arnolfini, de Van Eyck. El nivel de detalle de los primitivos flamencos, además de corresponder a su particular sensibilidad o propuesta estética, se explica por las posibilidades que les permitió la novedosa técnica del óleo y el uso de pinceles extraordinariamente finos (hasta de un solo pelo).
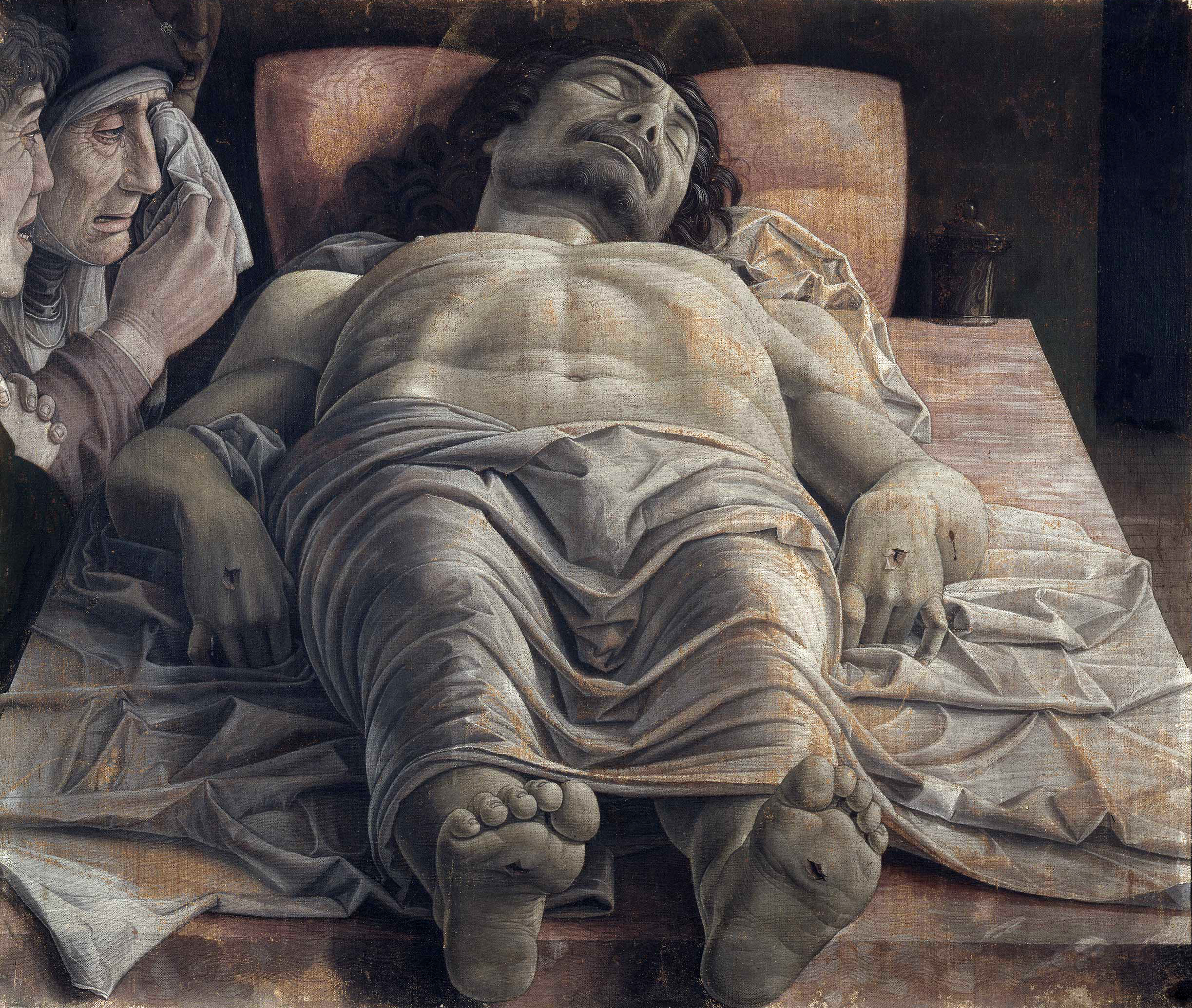
Cristo muerto, de Mantegna. El Renacimiento italiano basó su renovación estética en la técnica de la perspectiva y una nueva concepción humanística.
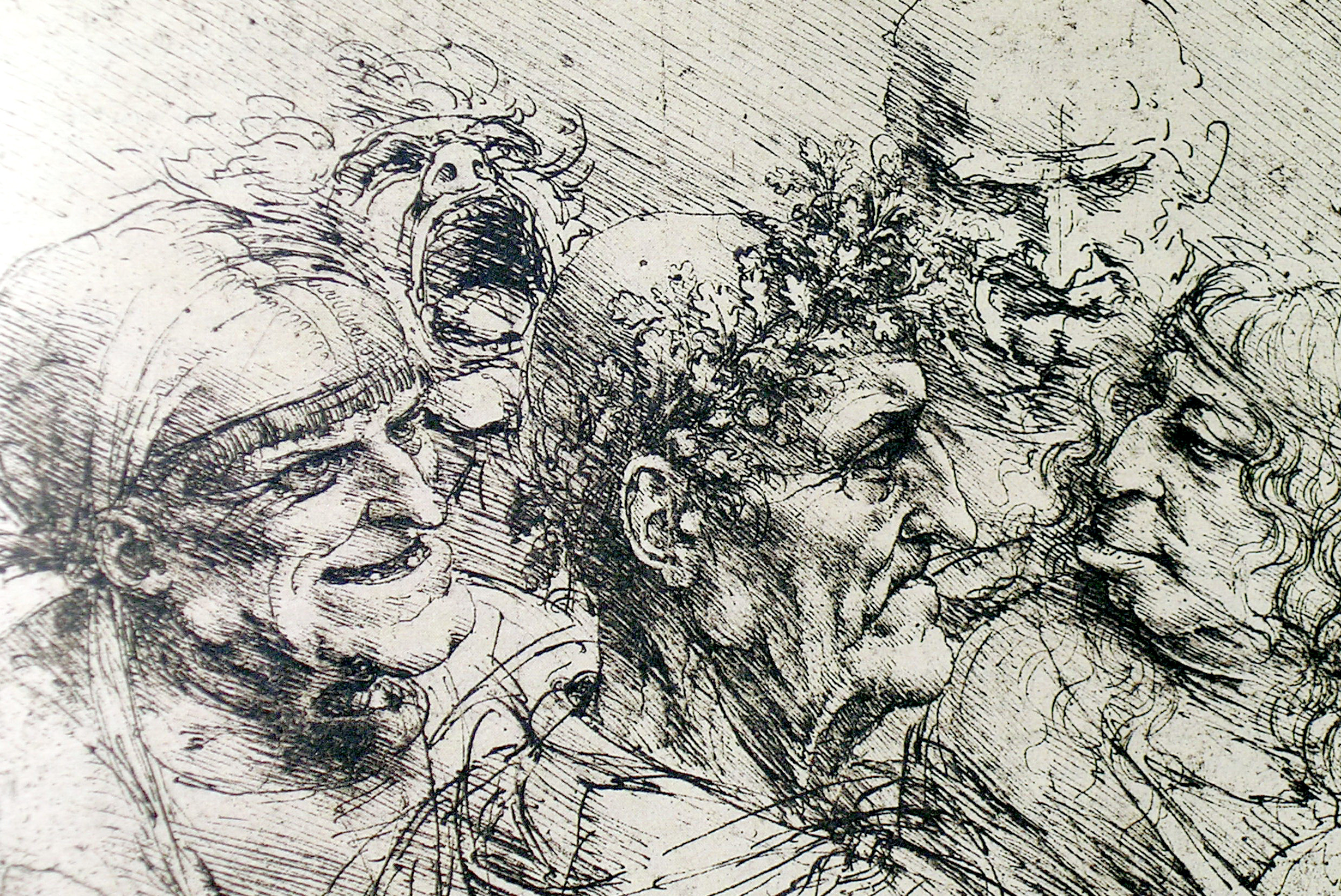
Dibujos de Leonardo da Vinci.
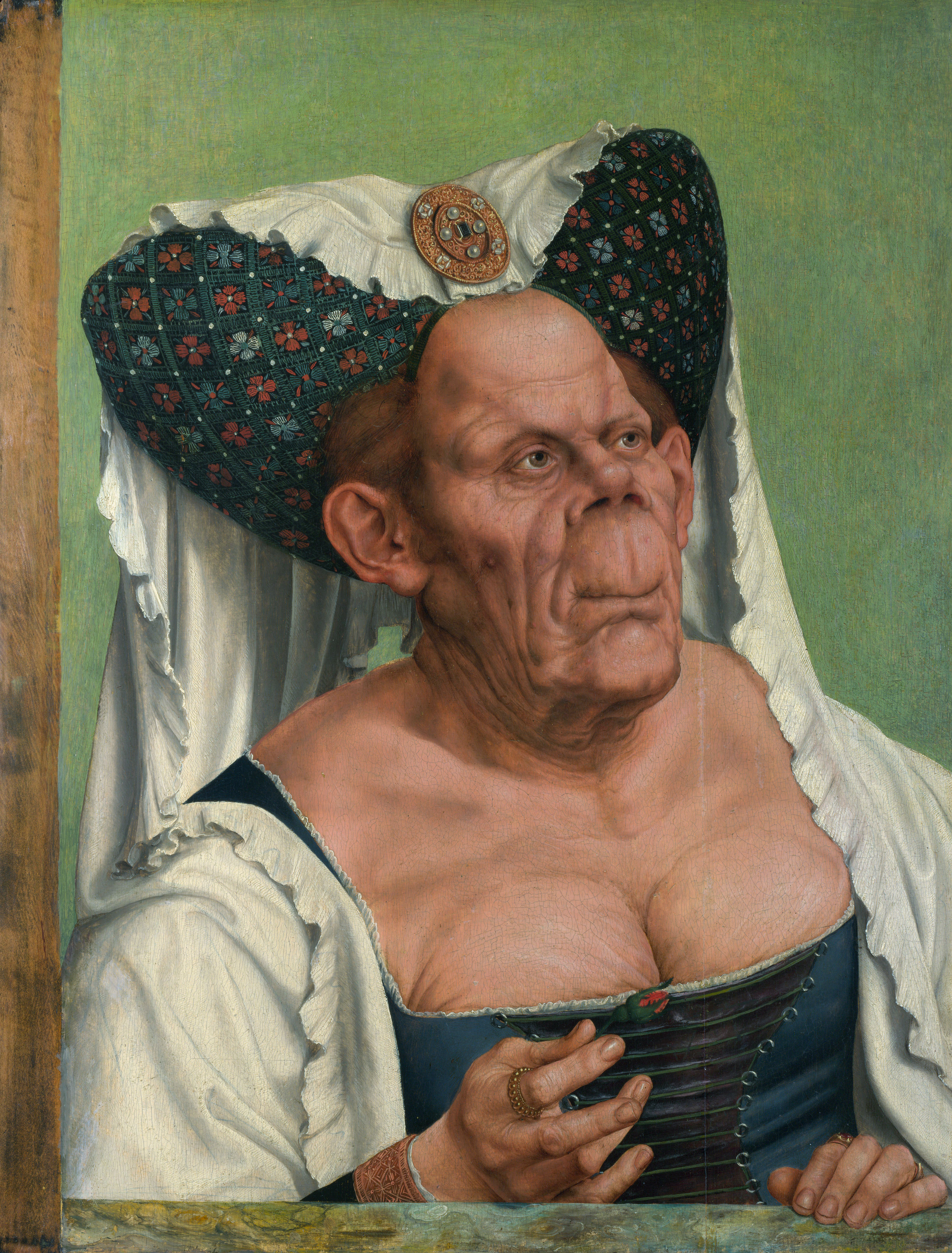
La duquesa fea, de Quentin Matsys.
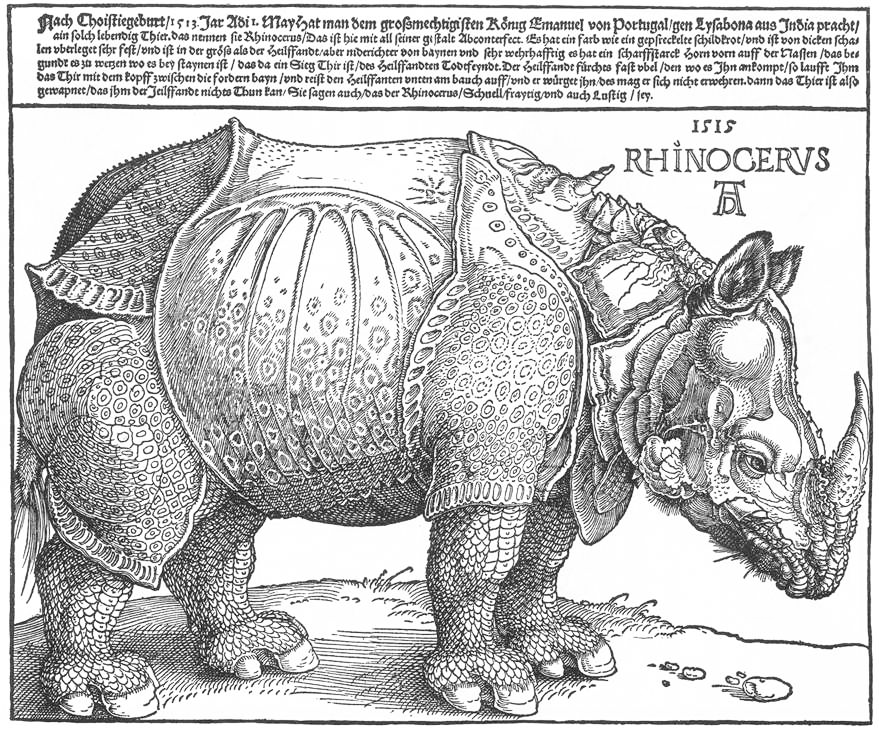
Rinoceronte de Durero.
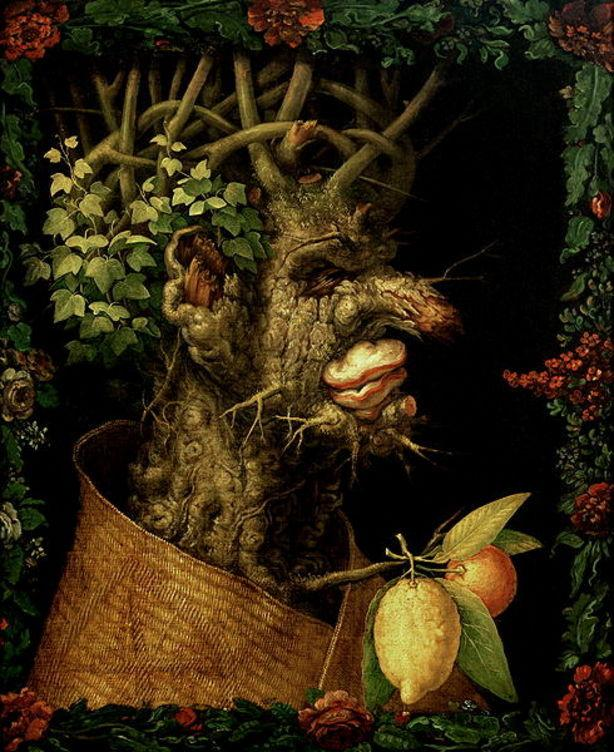
El invierno, de Arcimboldo.
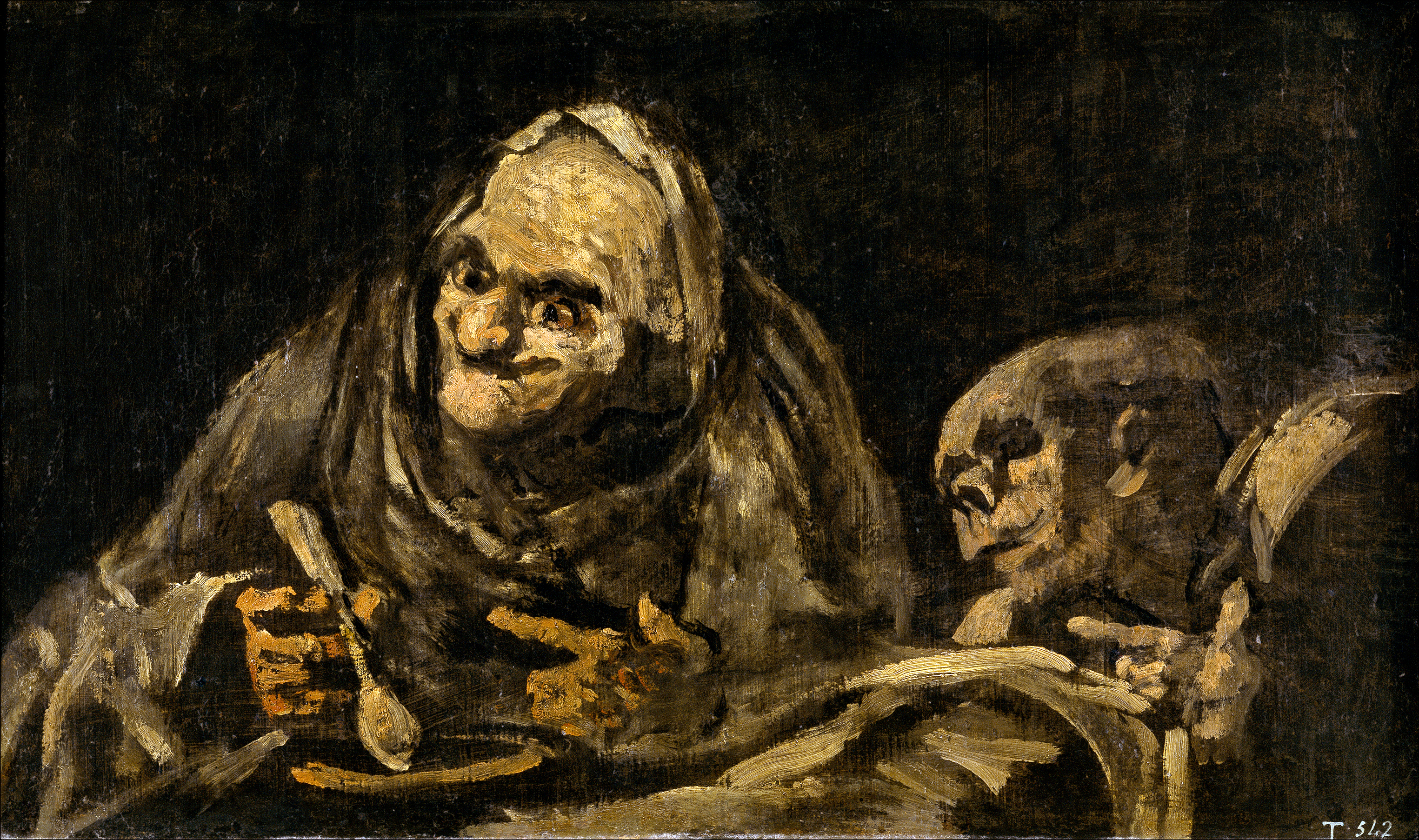
Viejos comiendo sopas, una de las pinturas negras de Goya.
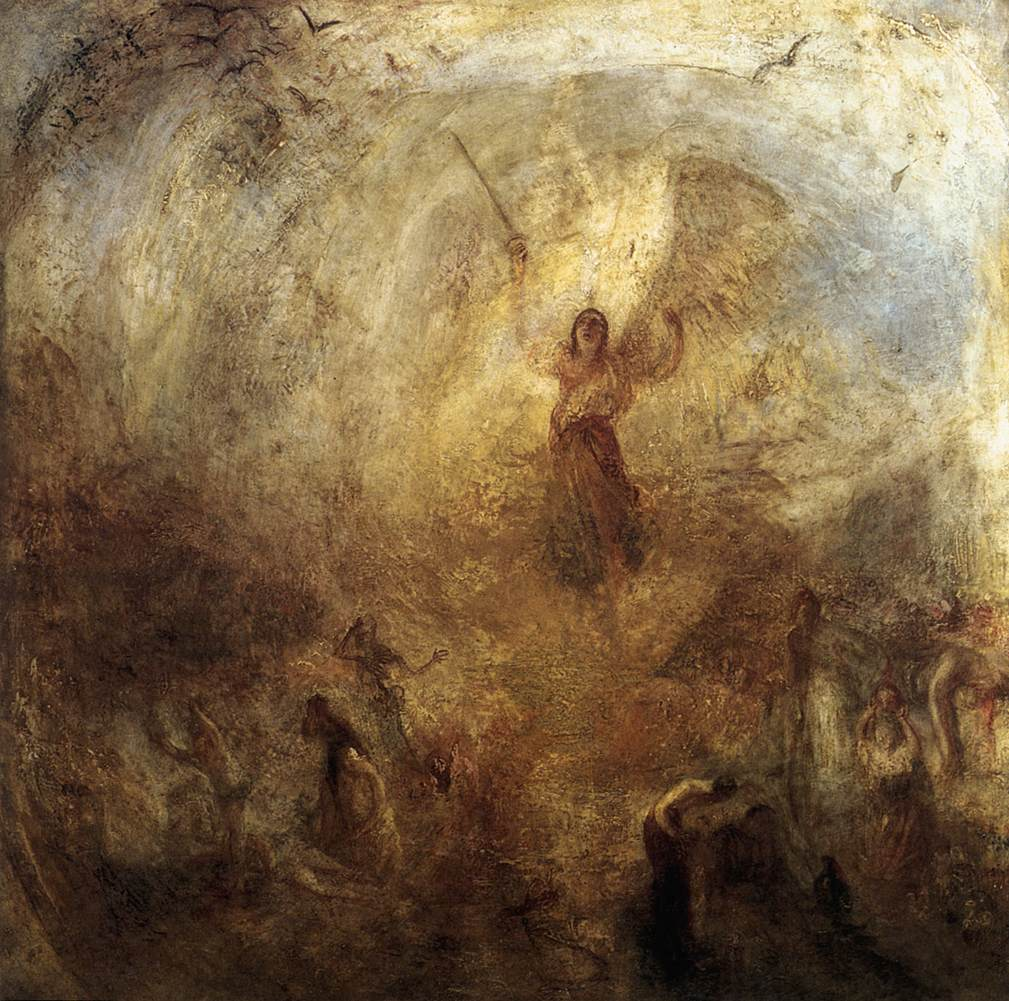
The Angel Standing in the Sun, de Turner.
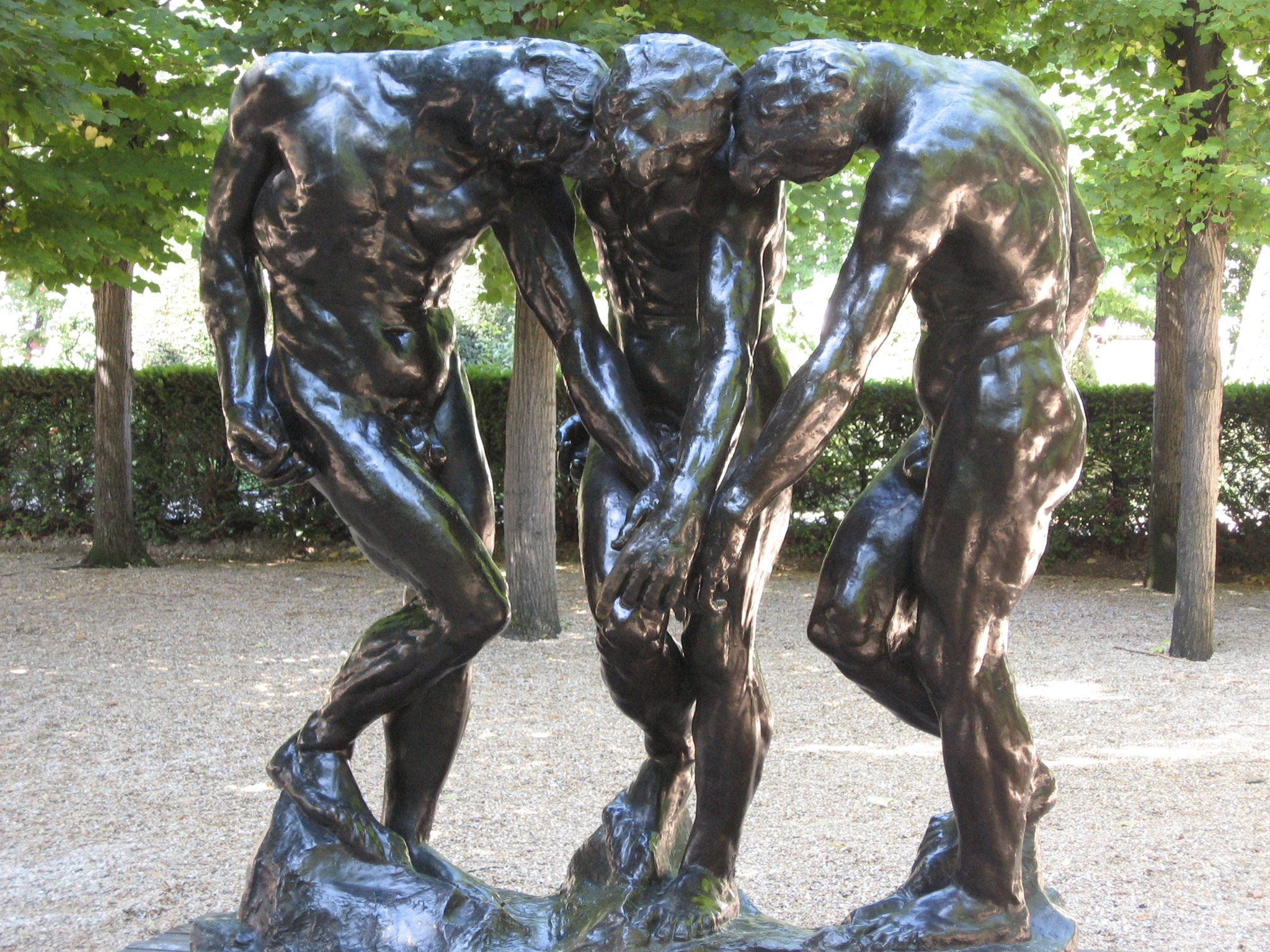
Las tres sombras, de Rodin.
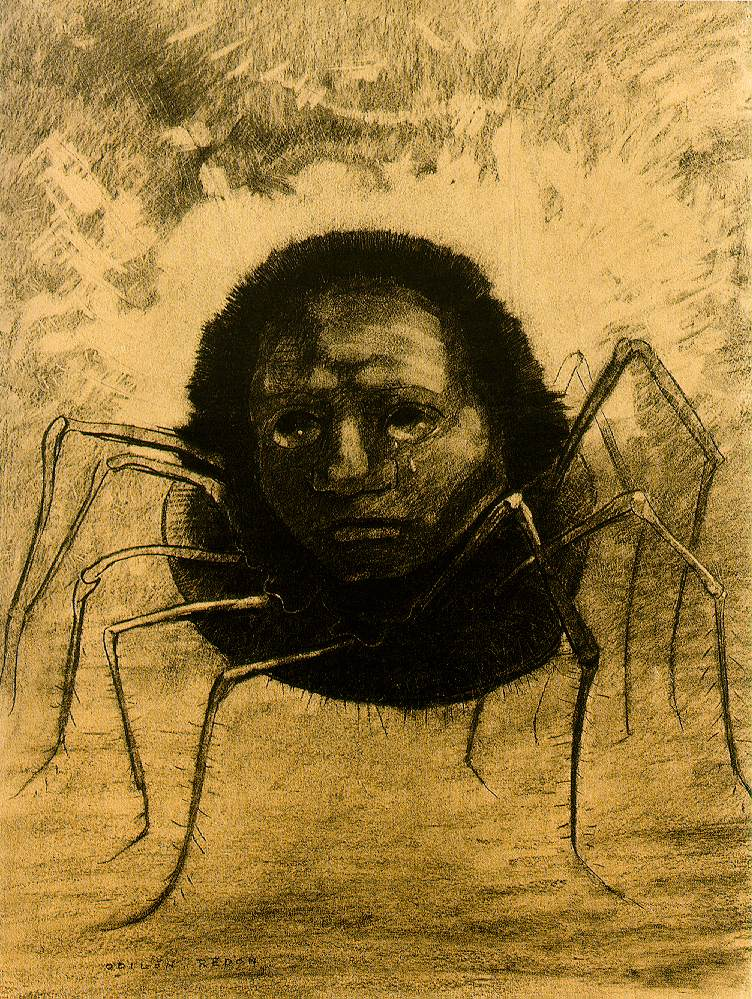
La araña llorosa, de Odilon Redon.
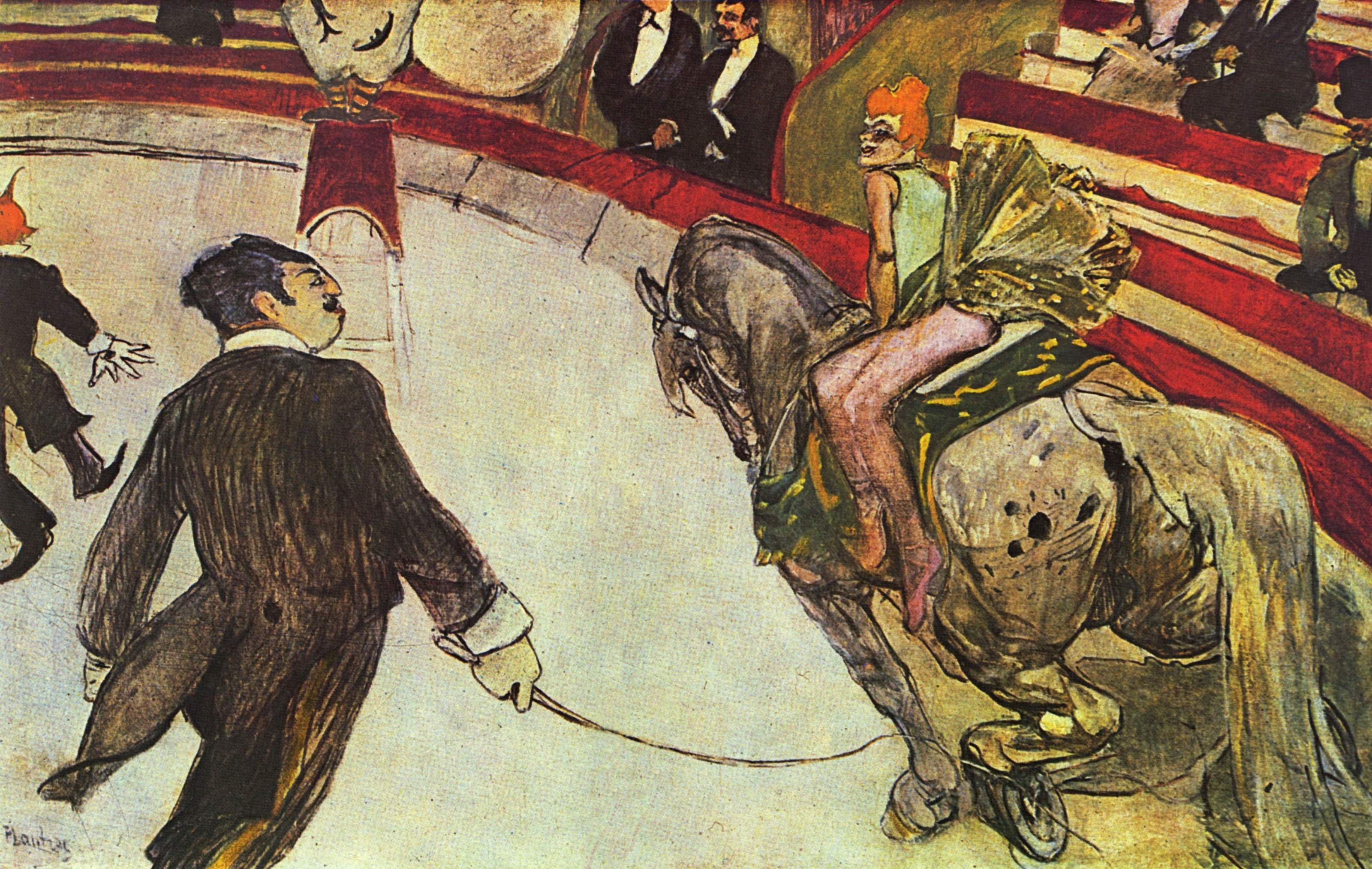
Escena circense, de Toulouse-Lautrec.
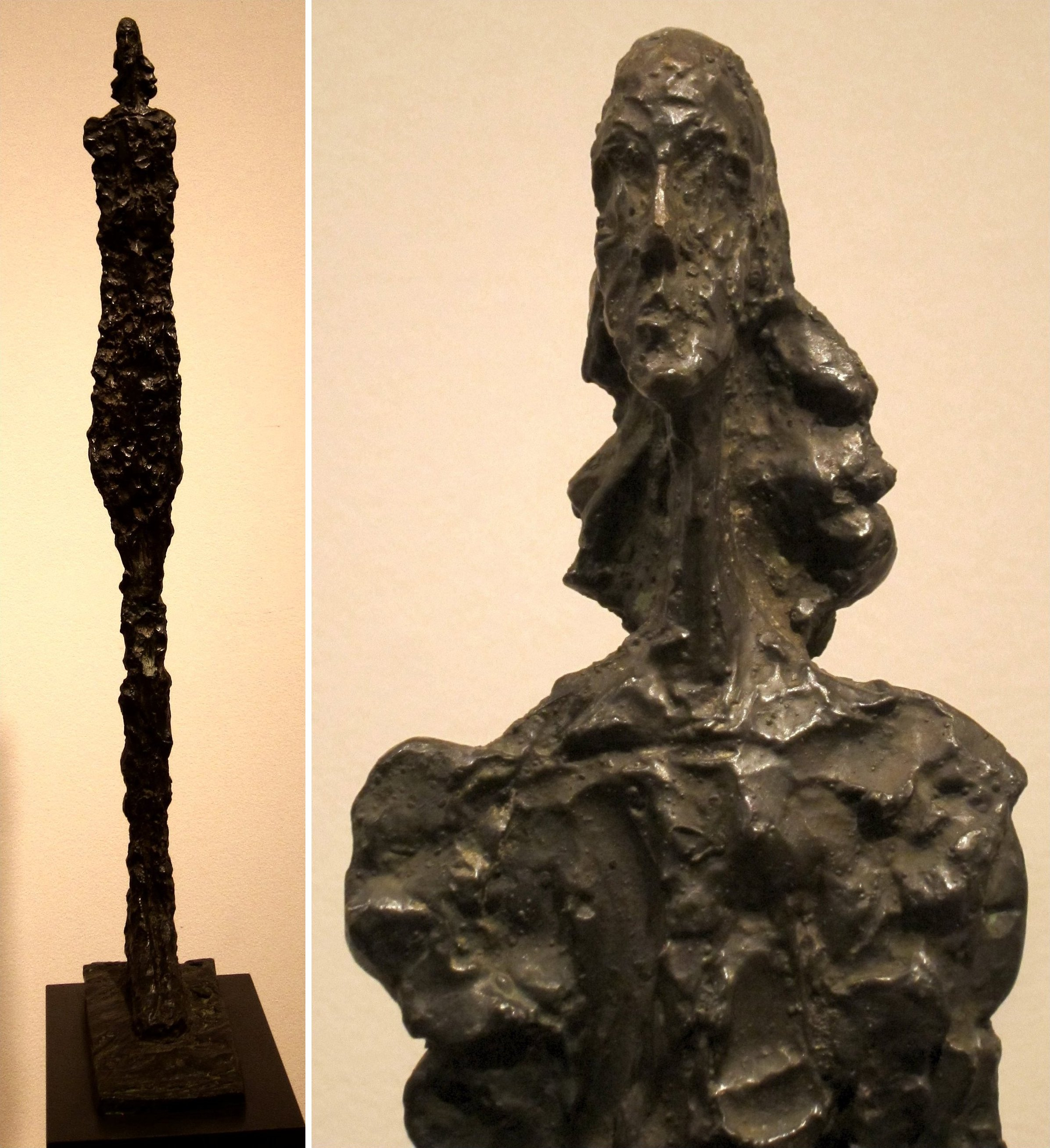
Mujer de Venecia VII, de Giacometti.
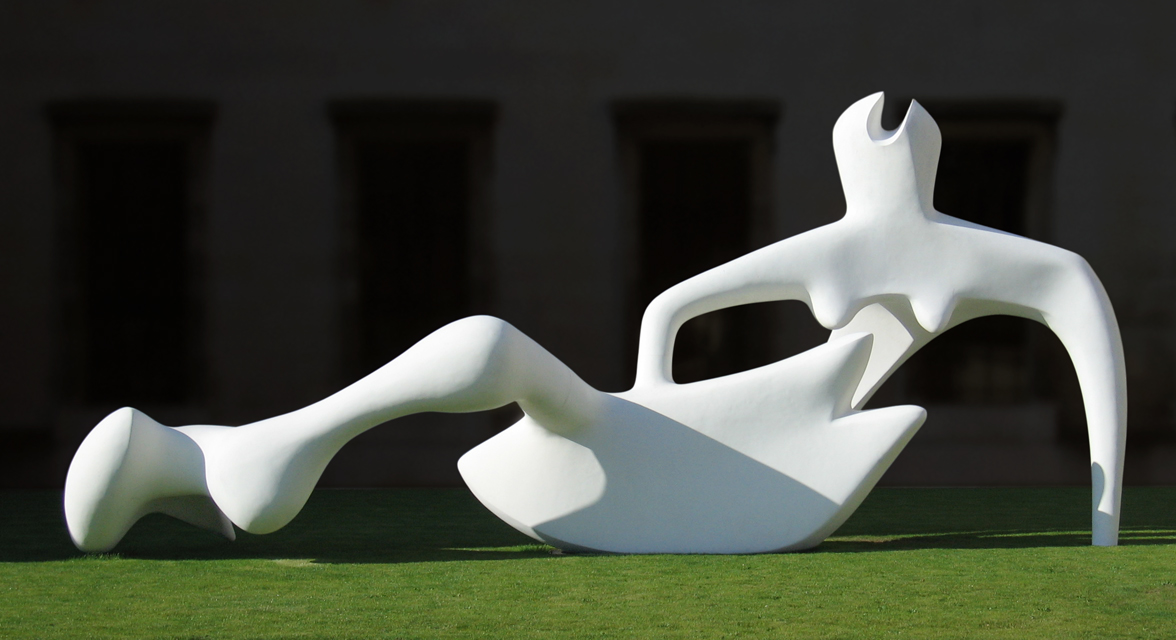
Figura reclinada, de Henry Moore.

## Paisaje: fondo y figuras
El paisaje es un género figurativo por excelencia, no solo por la obvia correspondencia entre lo representado y la representación, sino porque en los paisajes el artista puede establecer relaciones múltiples entre fondo y figura.

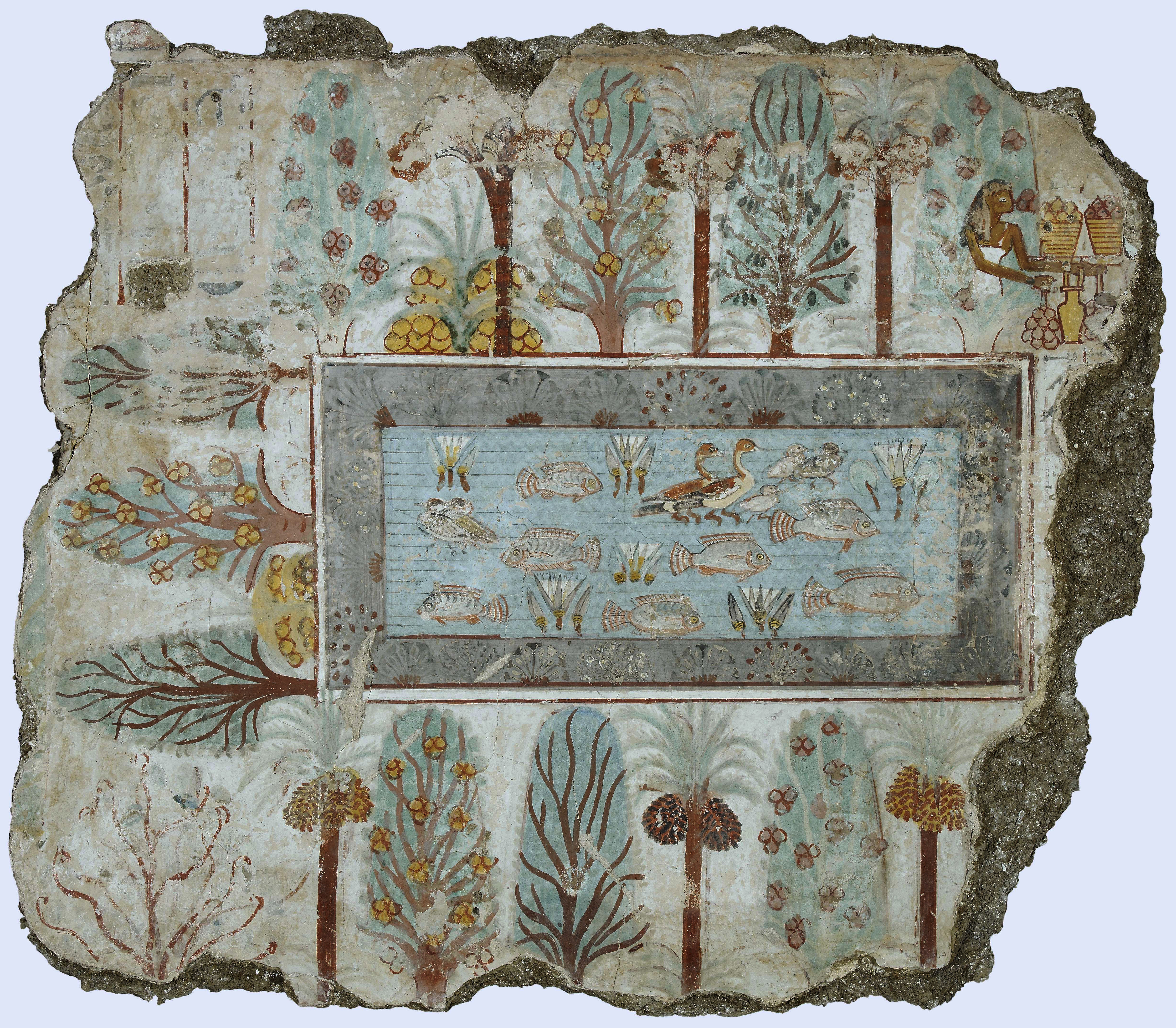
Tumba de Nebamun. (pintura egipcia).
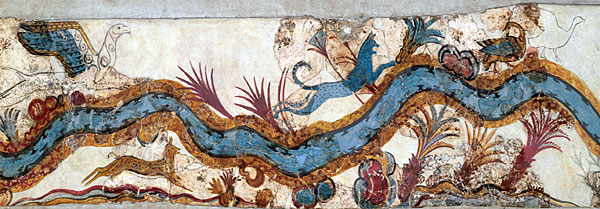
El río, de Acrotiri (pintura minoica).
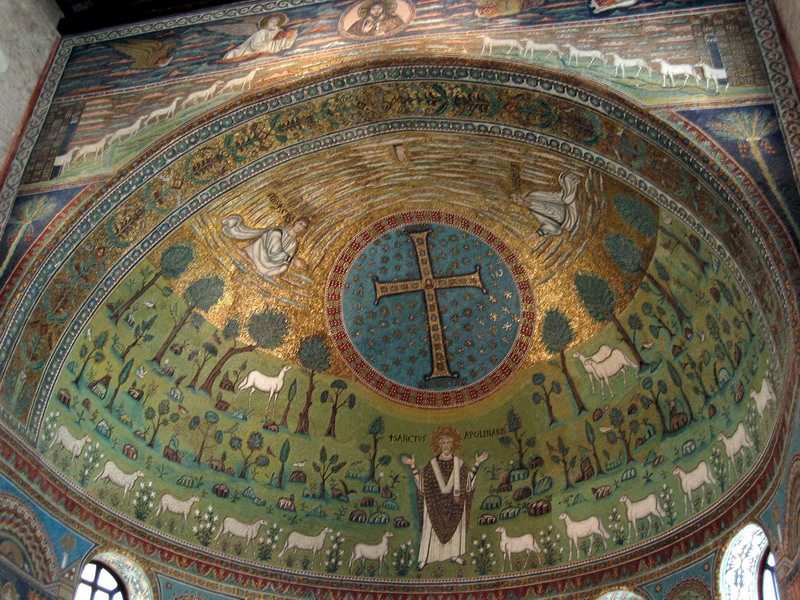
Ábside de San Apolinar de Rávena (mosaico bizantino)
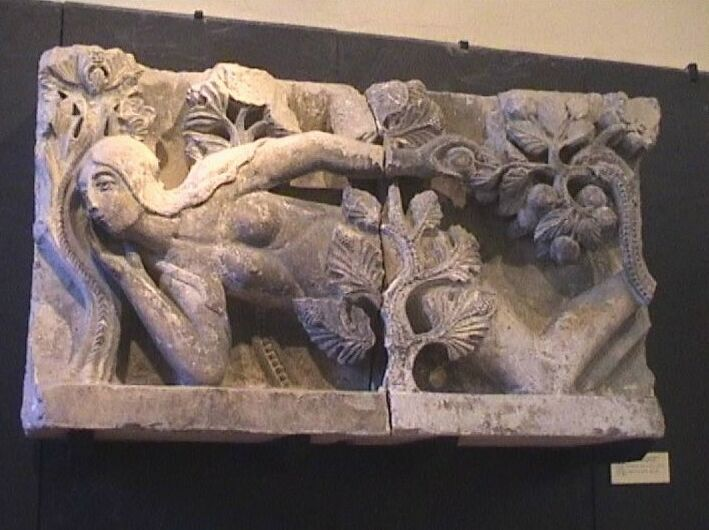
Eva en San Lázaro de Autun (escultura románica).
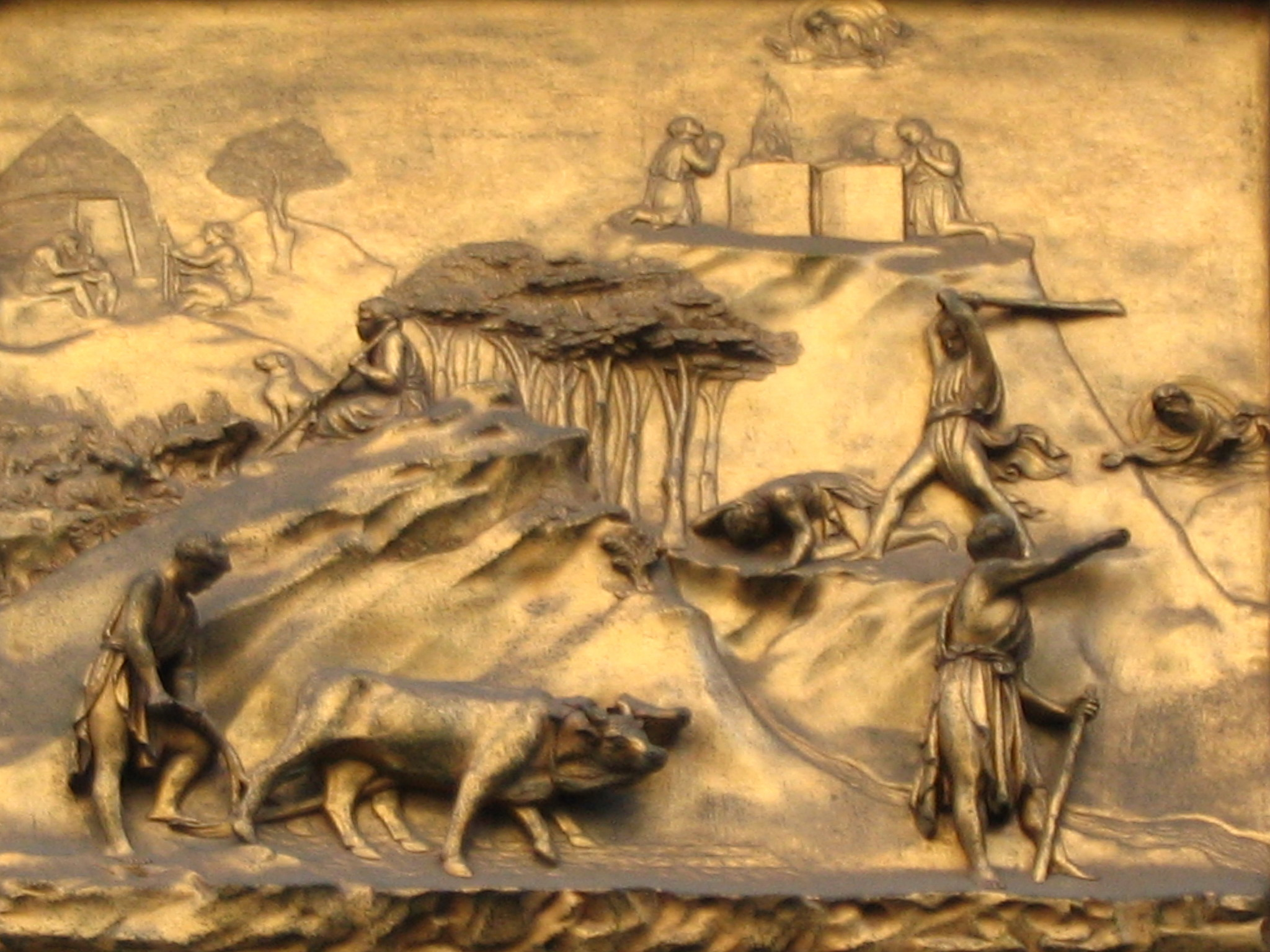
Caín y Abel en las Puertas del Paraíso, de Ghiberti (escultura del Quattrocento).
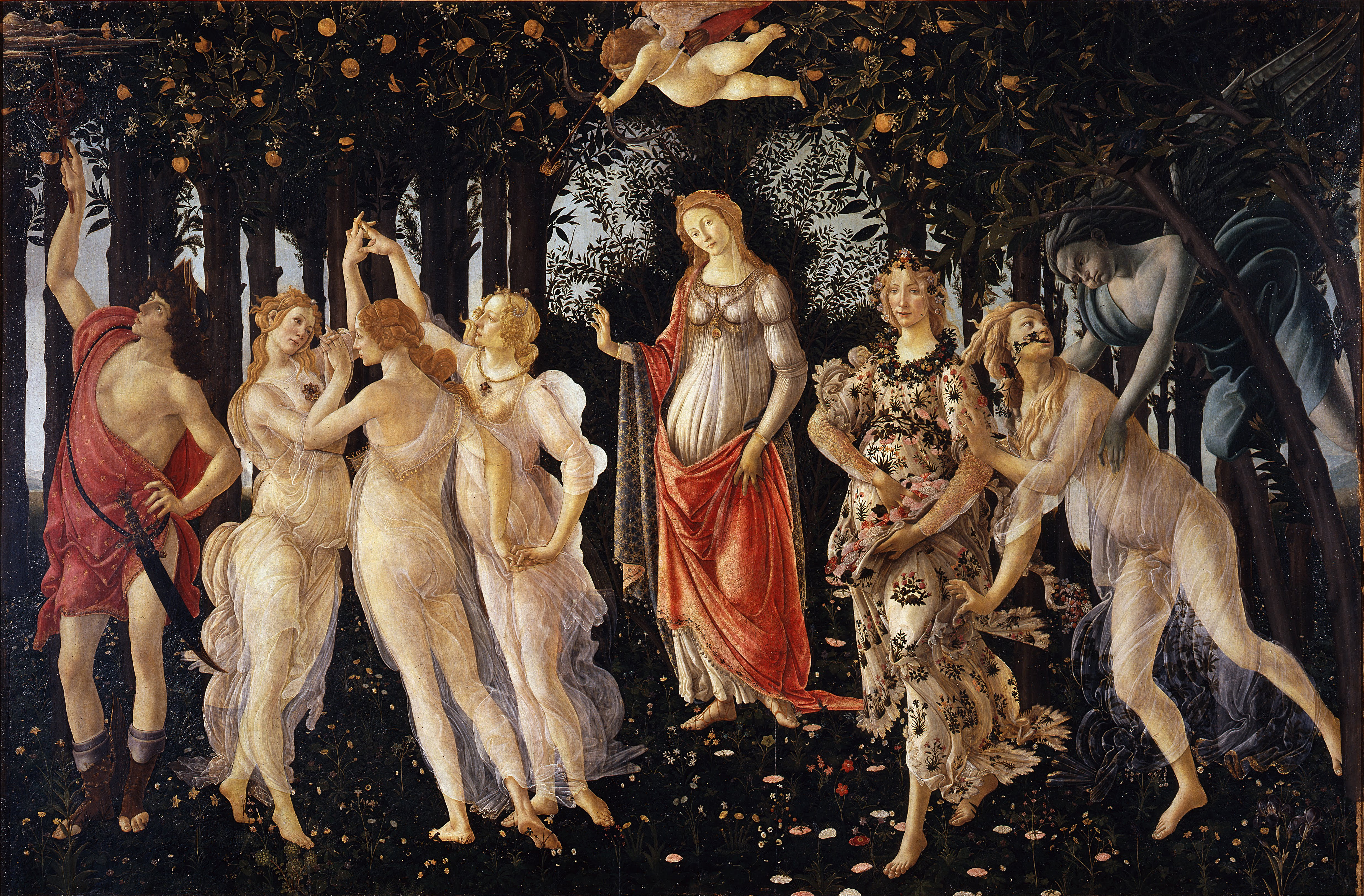
La Primavera de Botticelli (pintura del Quattrocento).
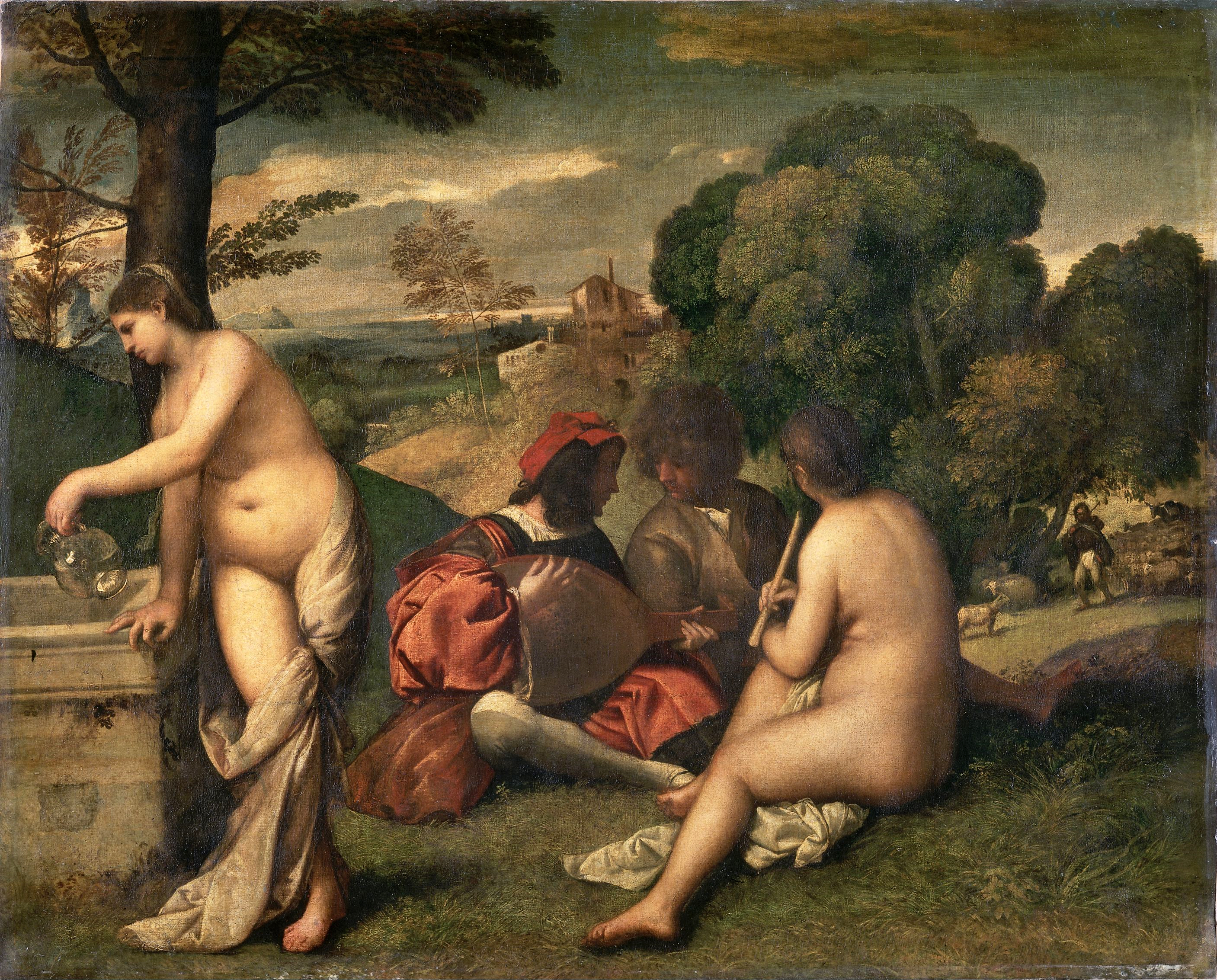
Fiesta campestre, de Giorgione (Renacimiento pleno, escuela veneciana).
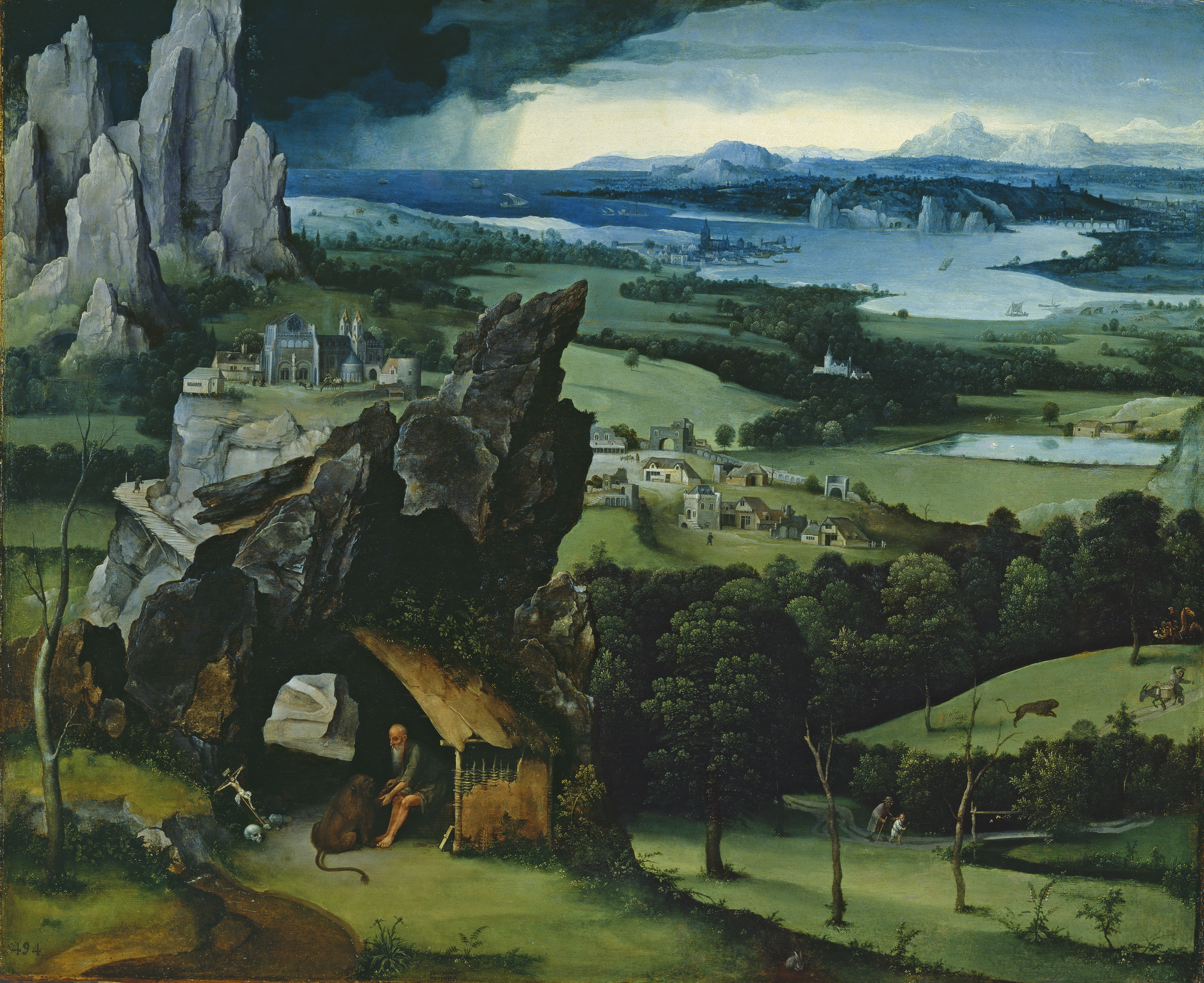
Paisaje con San Jerónimo, de Patinir (pintura flamenca).
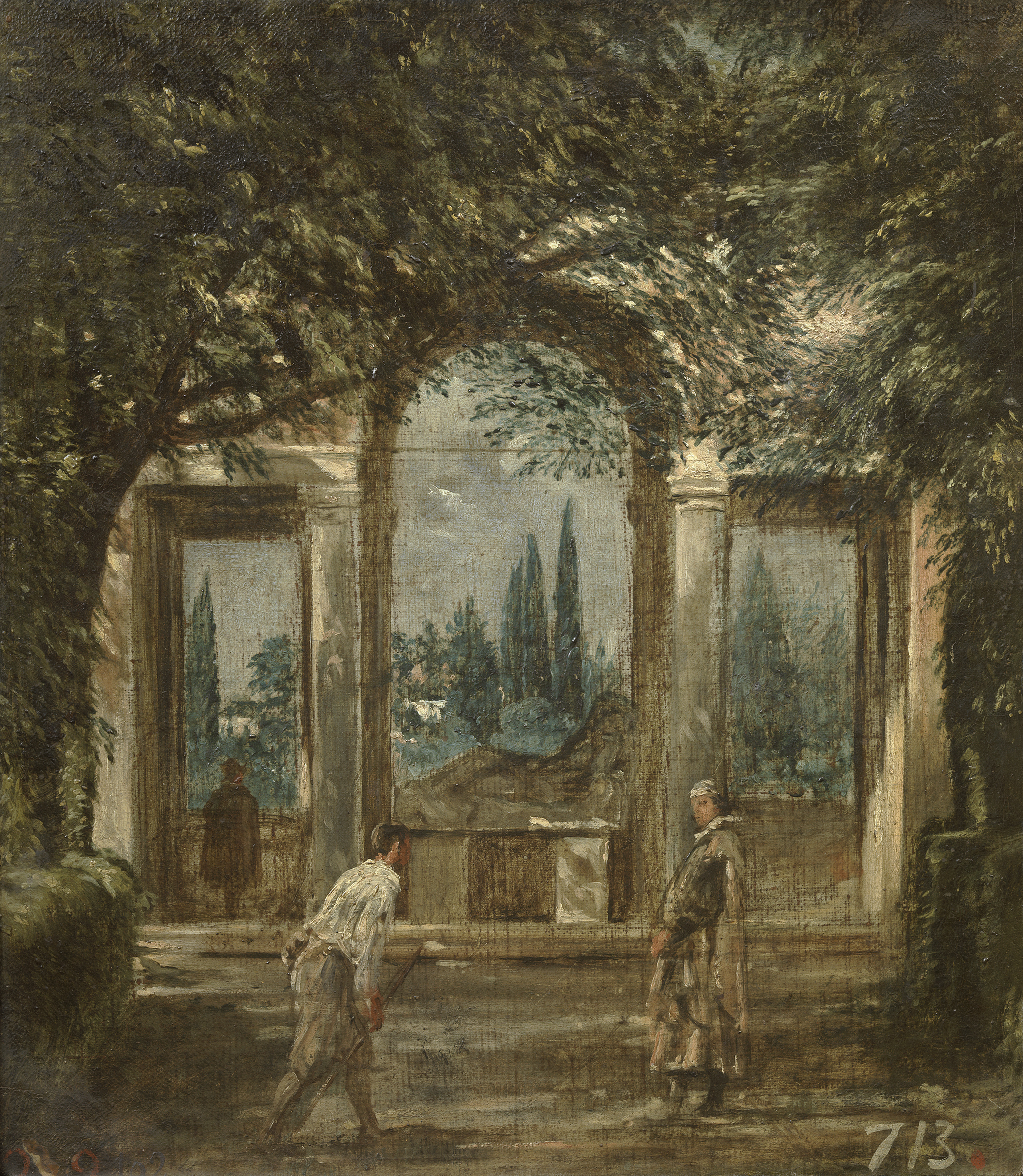
Villa Médici, de Velázquez (Barroco español).
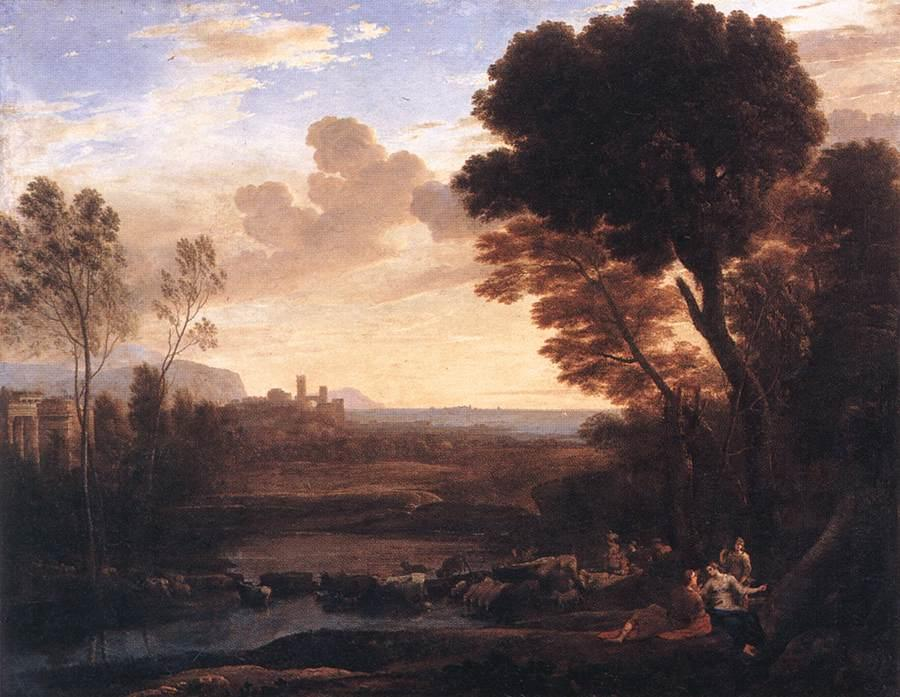
Paisaje con Paris y Oenone, de Claudio de Lorena (Barroco francés).
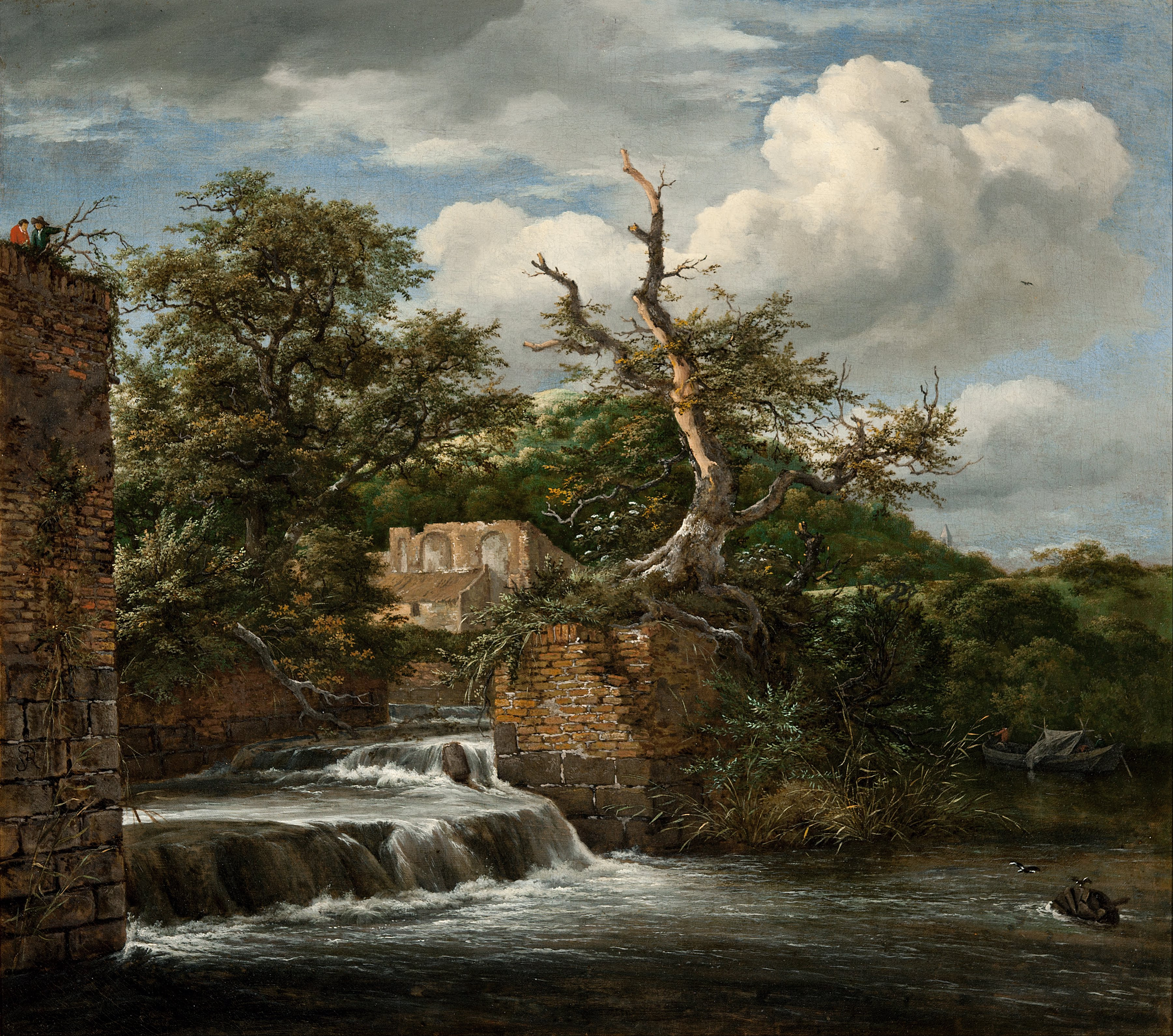
Paisaje con molino, Ruisdael (Barroco holandés).
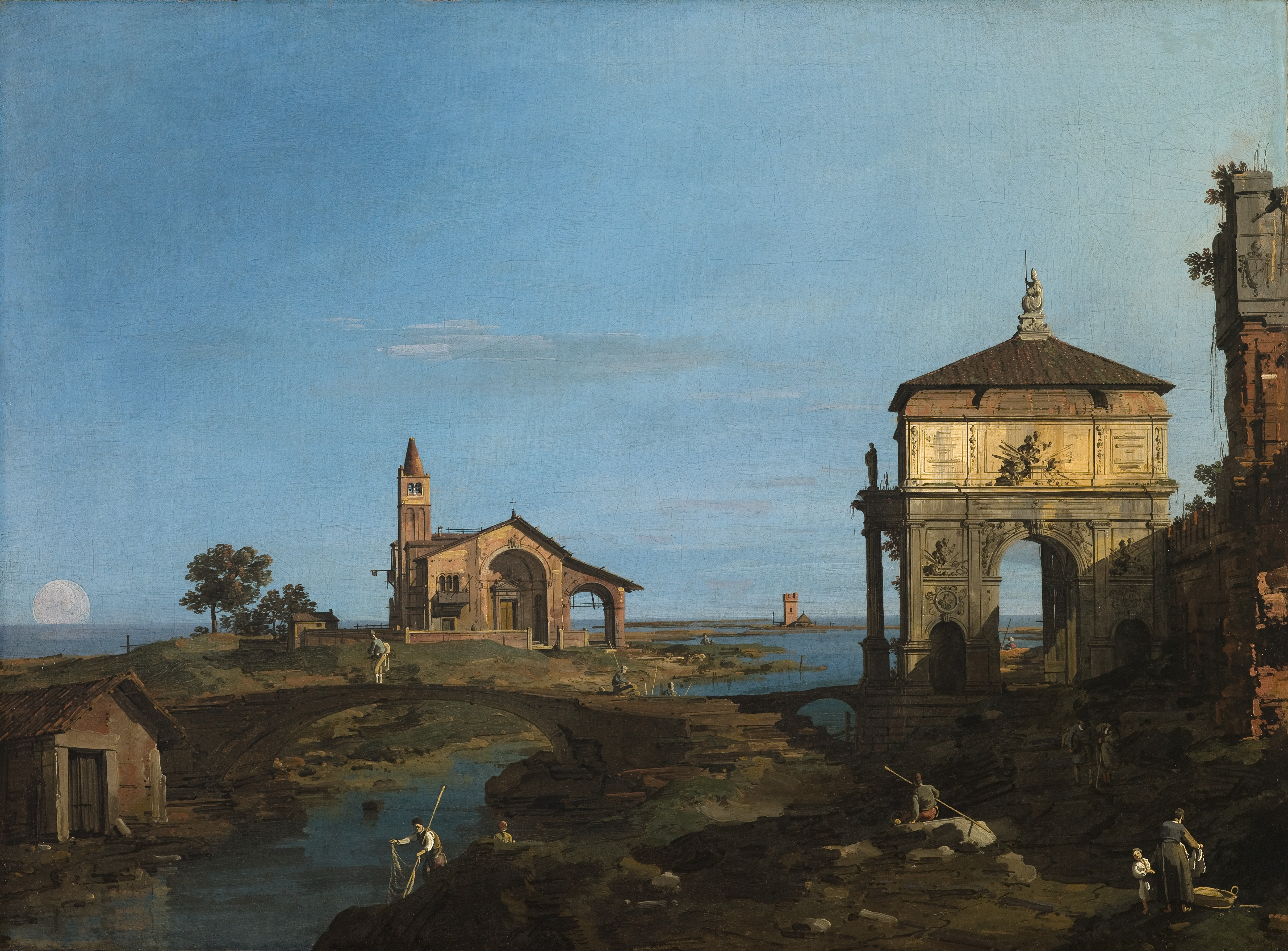
Isla en la laguna de Venecia, de Canaletto (pintura italiana del siglo XVIII).
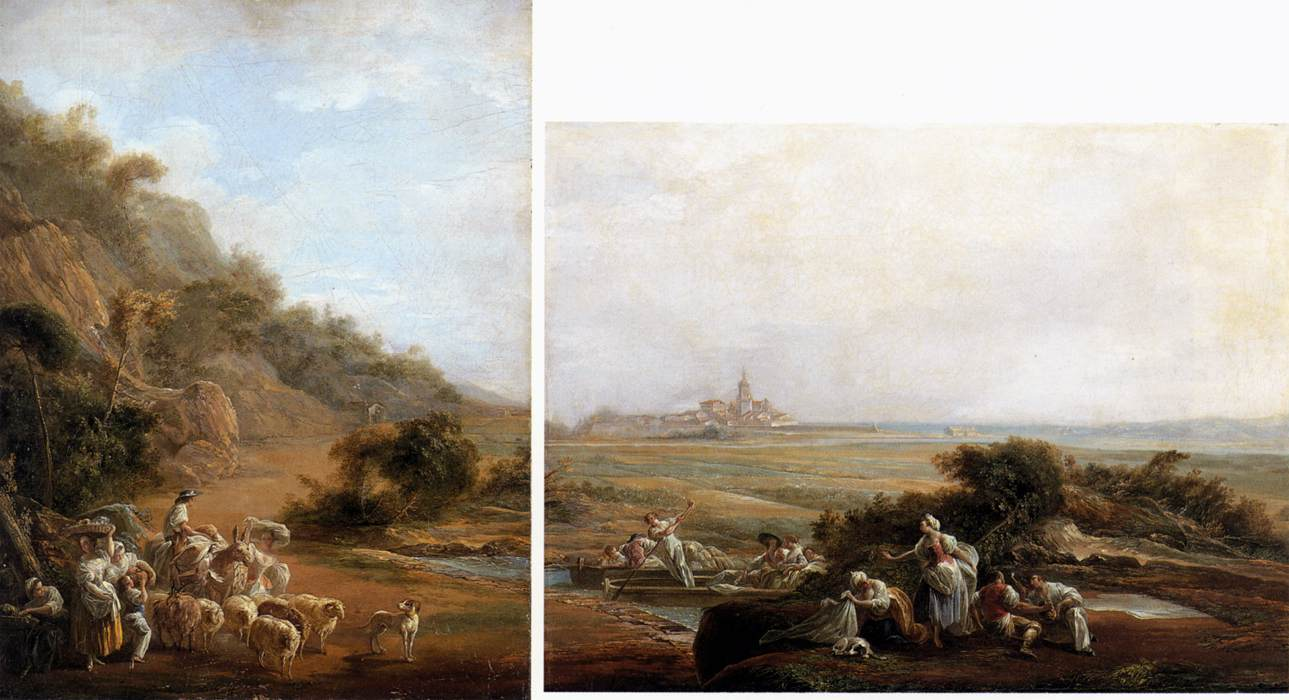
Escena campestre y vista de Fuenterrabía, de Luis Paret (pintura española del siglo XVIII).
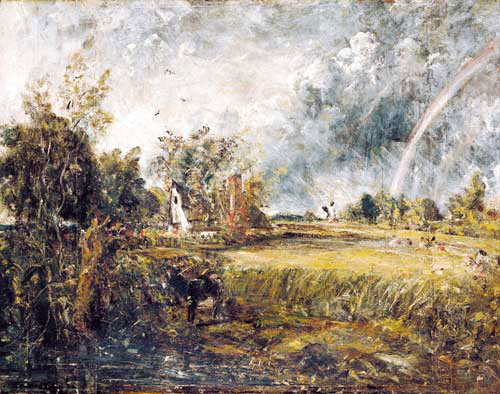
Cottage en East Bergholt, de Constable (pintura inglesa  entre los siglos XVIII y XIX).
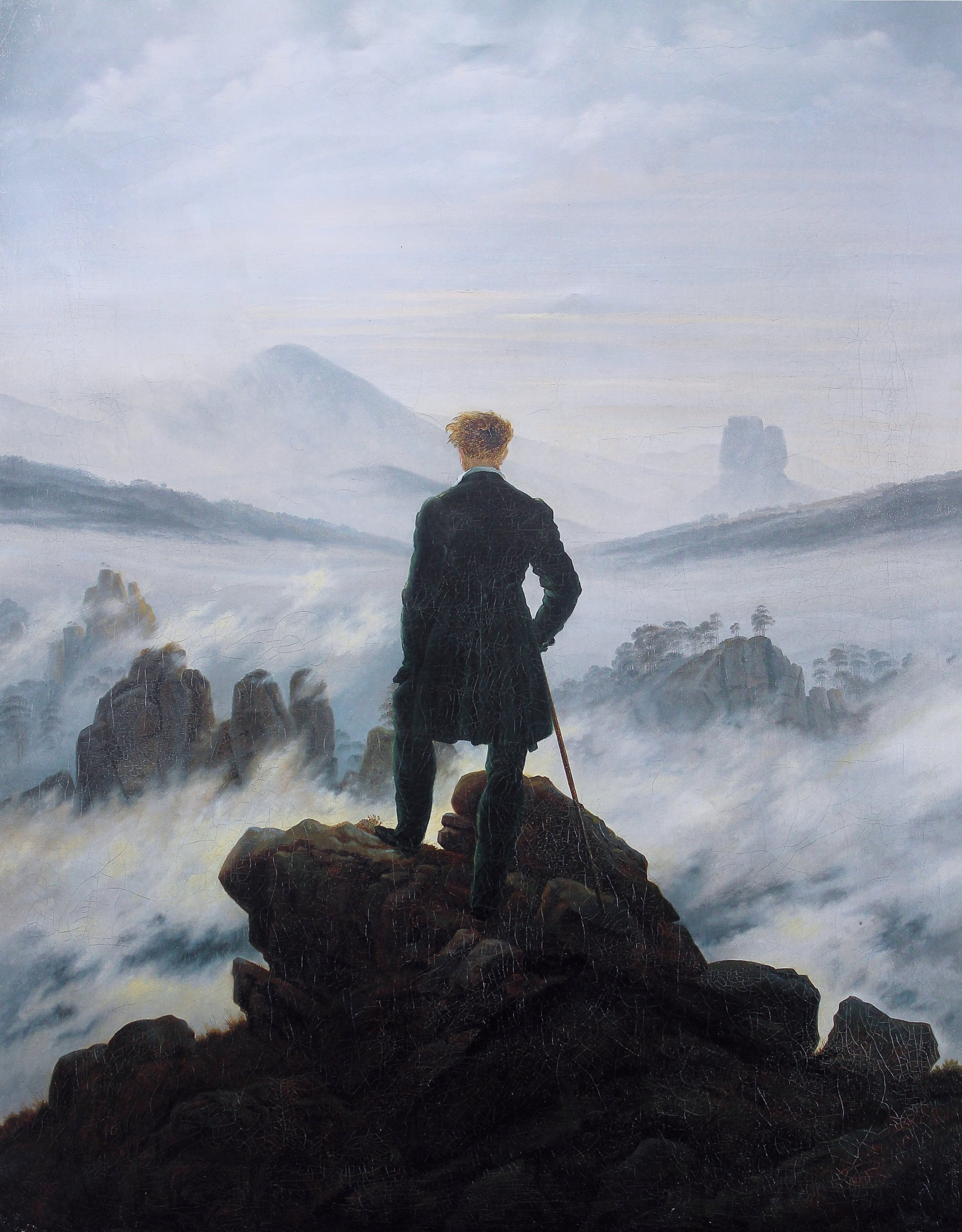
El caminante sobre el mar de niebla, de Caspar David Friedrich (Romanticismo).
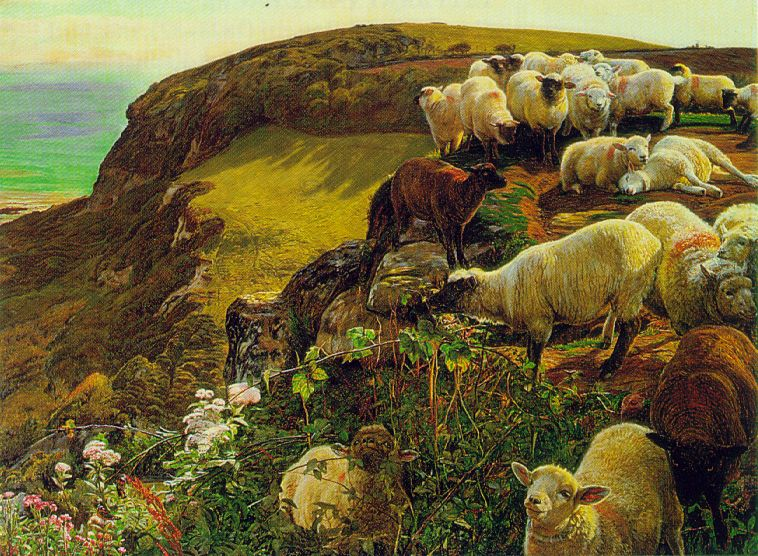
Oveja descarriada o Costas inglesas, de William Holman Hunt (Prerrafaelismo).
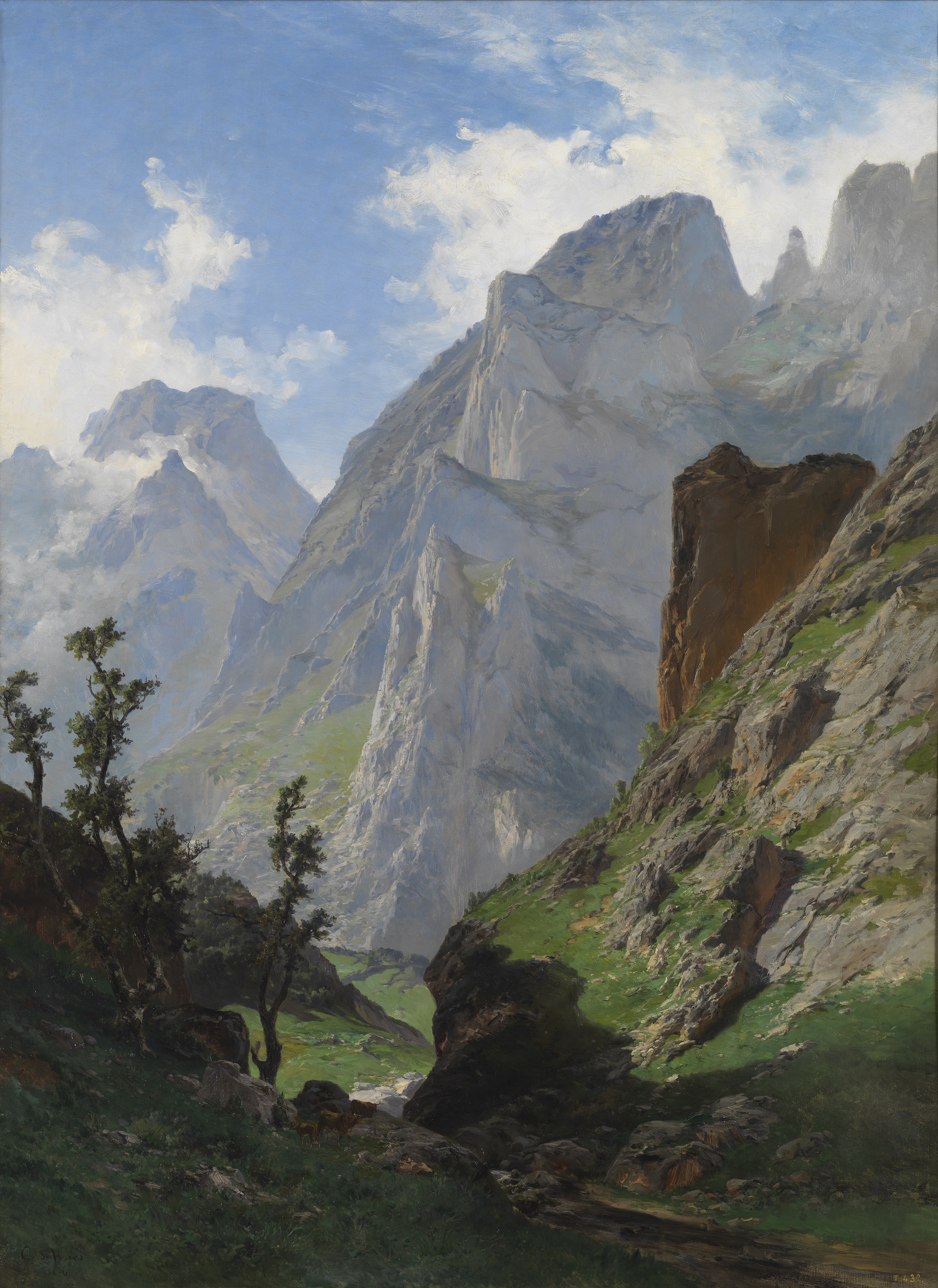
Los Picos de Europa, de Carlos de Haes (paisajismo español del siglo XIX).
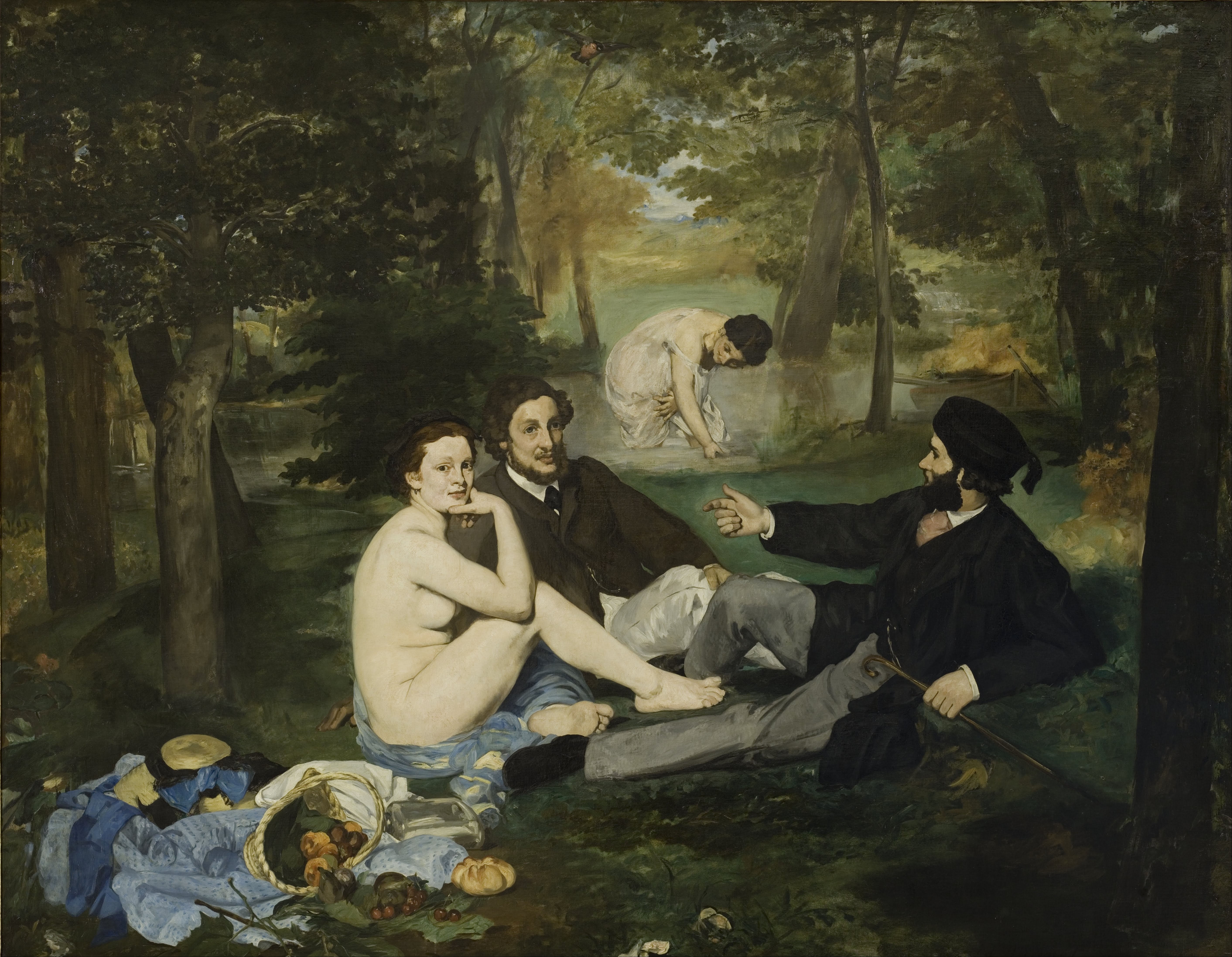
Le déjeuner sur l'herbe, de Manet (precursor del Impresionismo).
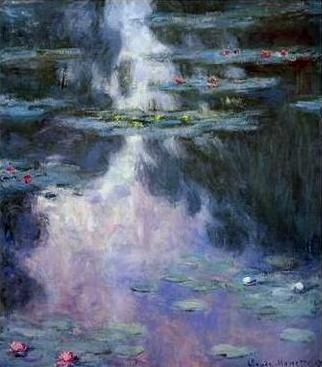
Lirios de Monet (Impresionismo).
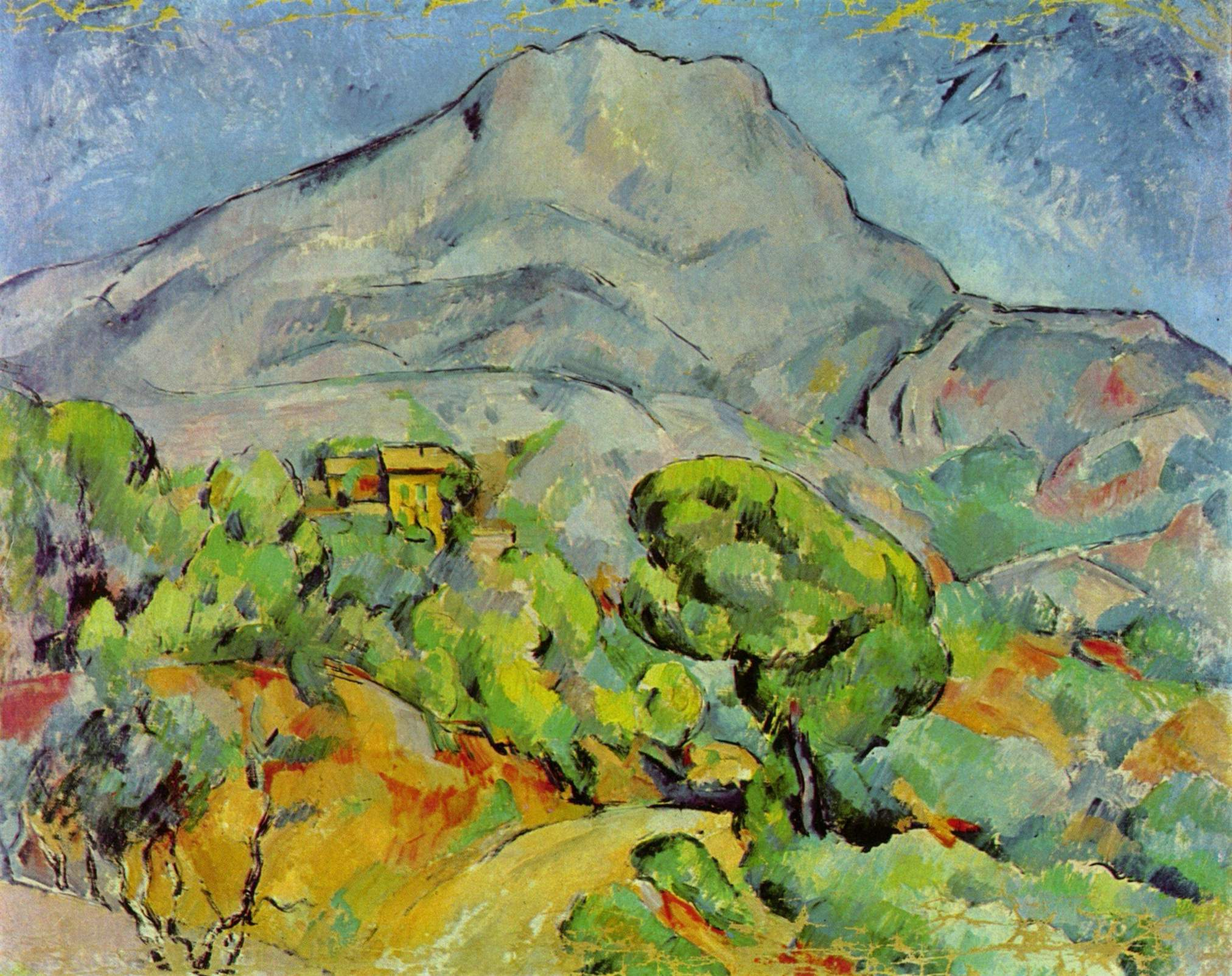
Paisaje de Cezanne (Postimpresionismo).
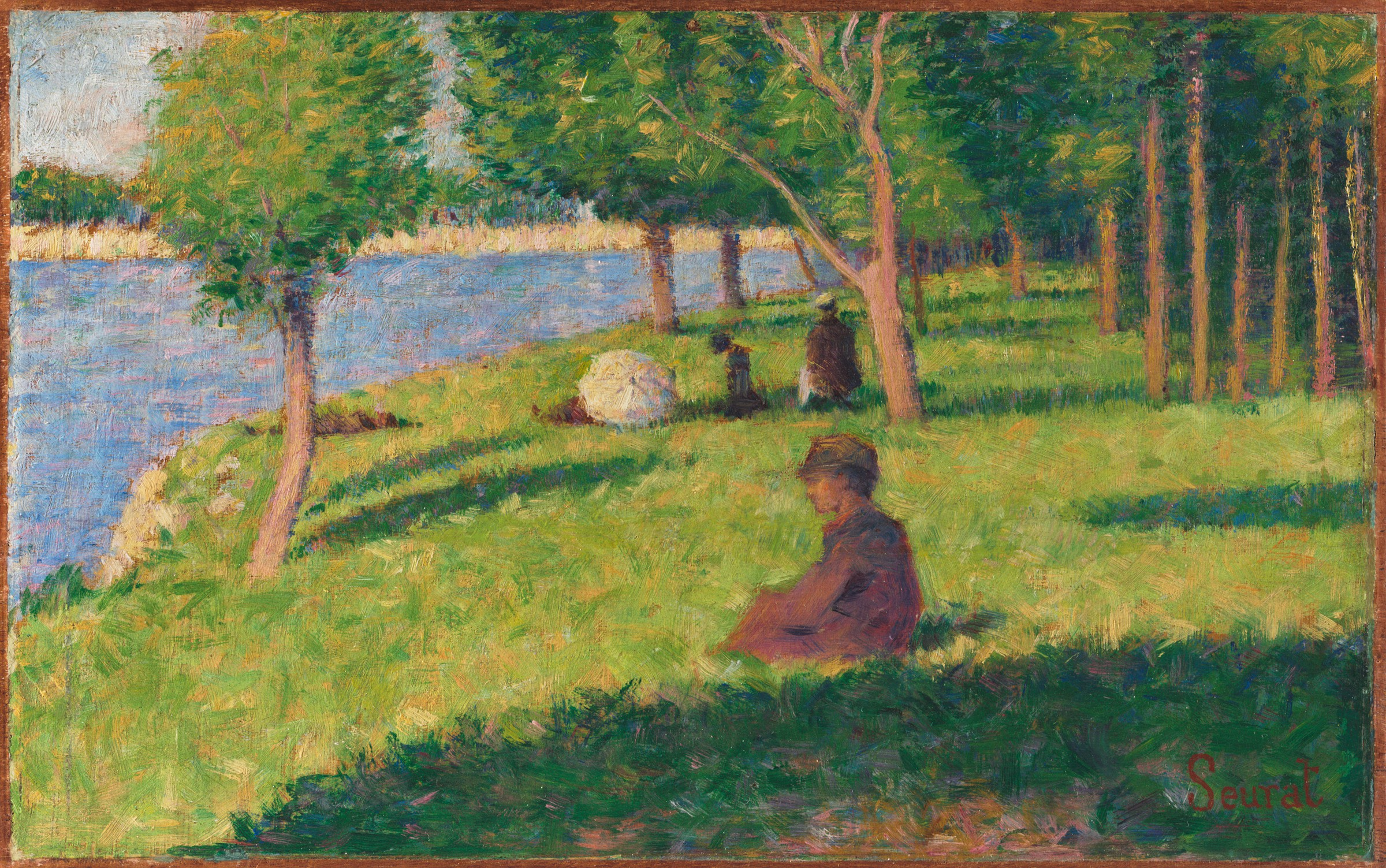
Paisaje de Seurat (Neoimpresionismo).